# Dzieła Carla Gustava Junga
Dzieła zebrane Carla Gustava Junga istnieją w dwóch podstawowych wydaniach: w języku oryginału – niemieckim (Gesammelte Werke (= GW), 1 wyd.: t. 1–19, 1958 – 1983, t. 20 – 1994) oraz w równouprawnionym przekładzie angielskim (Collected Works (= CW), 1 wyd.: t. 1–20, 1953–1979). Ponadto 1 marca 2014 r. ukazało się cyfrowe wydanie tomów 1–20 serii Collected Works pt. The Collected Works of C.G. Jung: Complete Digital Edition.
Uzupełnieniem tej serii są sukcesywnie wydawane tomy zawierające seminaria, korespondencje oraz wcześniej niepublikowane rękopisy C. G. Junga.
Podstawą polskiego przekładu Dzieł C.G. Junga jest wydanie niemieckie: Gesammelte Werke. Wyd. Lilly Jung-Merker, Elisabeth Ruf, Leonie Zander:
- tomy sprzed 1971 roku ukazywały się w Rascher-Verlag, Stuttgart-Zürich;
- tomy późniejsze (i wznowienia) wydawał do roku 2000 Walter-Verlag, Solothurn-Düsseldorf;
- od roku 2001 wydaje je Pathmos-Verlag, Düsseldorf.

Dzieła Carla Gustava Junga w języku polskim, w tłumaczeniu Roberta Reszke, ukazują się od roku 1997 w Wydawnictwie KR.

## Gesammelte Werke,Collected WorksiDziełaC. G. Junga w układzie synoptycznym
| Band / Volume | Gesammelte Werke: | Collected Works: | Dzieła: | Dzieła: |
| Band / Volume | Gesammelte Werke: | Collected Works: | tom     | |
| ------------- | --- | --- | ------- | --- |
| 1             | Psychiatrische Studien. (1966; 2. Aufl. 1981) | Psychiatric Studies. (1957; 2nd ed. 1970) |         | |
| 2             | Experimentelle Untersuchungen. (1979; 2. Aufl. 1987) | Experimental Researches. (1973) |         | |
| 3             | Psychogenese der Geisteskrankheiten. (1968; 2. Aufl. 1979) | The Psychogenesis of Mental Disease. (1960) |         | |
| 4             | Freud und die Psychoanalyse. (1969; 2. Aufl. 1979) | Freud and Psychoanalysis. (1961) |         | |
| 5             | Symbole der Wandlung. Analyse des Vorspiels zu einer Schizophrenie. ([1911–1912/1952]; 1973; 2. Aufl. 1977)                                                          | Symbols of Transformation. An Analysis of the Prelude to a Case of Schizophrenia. (1956; 2nd ed. 1967) | III     | Symbole przemiany. Analiza preludium do schizofrenii. (1998, 2012, 2017)                                         |
| 6             | Psychologische Typen. ([1921]; 9. Aufl. 1960; 10. Aufl. 1967) | Psychological Types. (1971) | II      | Typy psychologiczne. (1997, 2009, 2013, 2015)                                                                    |
| 7             | Zwei Schriften über analytische Psychologie. (1964; 2. Aufl. 1974)                                                                                                   | Two Essays on Analytical Psychology. (1953; 2nd ed. 1966) |         | |
| 8             | Die Dynamik des Unbewussten. (1967; 2. Aufl. 1976) | The Structure and Dynamics of the Psyche. (1960; 2nd ed. 1969) | XIII    | Dynamika nieświadomości. (2014)                                                                                  |
| 9–1           | Die Archetypen und das kollektive Unbewusste. (1976; 2. Aufl. 1980)                                                                                                  | The Archetypes and the Collective Unconscious. (1959; 2nd ed. 1968) | XI      | Archetypy i nieświadomość zbiorowa. (2011, 2016)                                                                 |
| 9–2           | Aion. Beiträge zur Symbolik des Selbst. ([1951]; 1976; 1980) | Aion: Researches into the Phenomenology of the Self. (1959; 2nd ed. 1968) | I       | Aion. Przyczynki do symboliki Jaźni. (1997, 2009)                                                                |
| 10            | Zivilisation im Übergang. (1974; 2. Aufl. 1981) | Civilization in Transition. (1964; 2nd ed. 1970) | X       | Przełom cywilizacji. (2009, 2017)                                                                                |
| 11            | Zur Psychologie westlicher und östlicher Religion. (1963; 2. Aufl. 1973)                                                                                             | Psychology and Religion: West and East. (1958; 2nd ed. 1969) | VI      | Psychologia a religia Zachodu i Wschodu. (2005, 2009)                                                            |
| 12            | Psychologie und Alchemie. ([1944]; 1972; 2. Aufl. 1976) | Psychology and Alchemy. (1953; 2nd ed. 1968) | IV      | Psychologia a alchemia. (1999, 2009, 2016)                                                                       |
| 13            | Studien über alchemistische Vorstellungen. (1978; 2. Aufl. 1982) | Alchemical Studies. (1968) |         | |
| 14–1,2        | Mysterium Coniunctionis. Untersuchungen über die Trennung und Zusammensetzung der seelischen Gegensätze in der Alchemie. ([1955–1956]; 2. Aufl. 1968; 3. Aufl. 1978) | Mysterium Coniunctionis, an Inquiry into the Separation and Synthesis of Psychic Opposites in Alchemy. (1963; 2nd ed. 1970)                                                                                               | V       | Mysterium coniunctionis. Studia o dzieleniu i łączeniu przeciwieństw psychicznych w alchemii. (2002, 2011, 2017) |
| 15            | Über das Phänomen des Geistes in Kunst und Wissenschaft. (1971; 2. Aufl. 1972)                                                                                       | The Spirit in Man, Art, and Literature. (1966) | XII     | O zjawisku ducha w sztuce i nauce. (2011)                                                                        |
| 16            | Praxis der Psychotherapie. (1958; 2. Aufl. 1976) | The Practice of Psychotherapy. (1954; 2nd ed. 1966) | VII     | Praktyka psychoterapii. (2007, 2010)                                                                             |
| 17            | Über die Entwicklung der Persönlichkeit. (1972; 2. Aufl. 1977) | The Development of Personality. (1954) | IX      | O rozwoju osobowości. (2009, 2015)                                                                               |
| 18–1          | Das symbolische Leben. Verschiedene Schriften. (1981) | The Symbolic Life. Miscellaneous Writings. (1954) | VIII    | Życie symboliczne. (2007, 2010, 2015)                                                                            |
| 18–2          | (zob. wyżej) | (zob. wyżej) |         | |
| 19            | Bibliographie. (1983; 2. Aufl. 1998) | Complete Bibliography of C. G. Jung’s Writings. (1976; 2nd ed. 1992) |         | |
| 20            | Gesamtregister. (1994; 2. Aufl. 2011) | General Index of the Collected Works. (1979) |         | |
|               | | |         | |
|               | Gesammelte Werke. Ergänzungsband 1: Die Zofingia – Vorträge 1896–1899. (1997)                                                                                        | Supplementary Volume A of the Collected Works of C. G. Jung: The Zofingia Lectures. (1983) |         | |
|               | [Wandlungen und Symbole der Libido. Ein Beitrag zur Entwicklungsgeschichte des Denkens. (1991)]                                                                      | Supplementary Volume B of the Collected Works of C. G. Jung: Psychology of the Unconscious. A Study of the Transformations and Symbolism of the Libido. A Contribution to the History of the Evolution of Thought. (1991) |         | |

## Spis zawartościGesammelte WerkeorazDziełC. G. Junga

### Gesammelte Werke. Band I.
| Psychiatrische Studien. (1966, 1981, 1989, 1991) ISBN 3-530-40701-1. | Psychiatrische Studien. (1966, 1981, 1989, 1991) ISBN 3-530-40701-1.                     |       | |
| -------------------------------------------------------------------- | ---------------------------------------------------------------------------------------- | ----- | --- |
| I.                                                                   | Zur Psychologie und Psychopathologie sogenannter okkulter Phänomene. (1902) § 1–150.     | I.    | O psychologii i patologii tzw. zjawisk tajemnych. Przeł. Elżbieta Sadowska. Wstęp: Jerzy Prokopiuk. Warszawa: Sen, 1991. |
| II.                                                                  | Über hysterisches Verlesen. (1904) § 151–165.                                            | II.   | |
| III.                                                                 | Kryptomnesie. (1905) § 166–186.                                                          | III.  | |
| IV.                                                                  | Über manische Verstimmung. (1903) § 187–225.                                             | IV.   | |
| V.                                                                   | Ein Fall von hysterischen Stupor bei einer Untersuchungsgefangenen. (1902) § 226–300.    | V.    | |
| VI.                                                                  | Über Simulation und Geistesstörung. (1903) § 301–355.                                    | VI.   | |
| VII.                                                                 | Ärztliches Gutachten über einen Fall von Simulation geistiger Störung. (1904) § 356–429. | VII.  | |
| VIII.                                                                | Obergutachten über zwei widersprechende psychiatrische Gutachten. (1904) § 430–477.      | VIII. | |
| IX.                                                                  | Zur psychologischen Tatbestandsdiagnostik. (1905) § 478–484.                             | IX.   | |

### Gesammelte Werke. Band II.
| Experimentelle Untersuchungen. (1979, 1987, 1991) ISBN 3-530-40702-X. | Experimentelle Untersuchungen. (1979, 1987, 1991) ISBN 3-530-40702-X.                                                                                                |        |  |
| --------------------------------------------------------------------- | --- | ------ |  |
| Diagnostische Assoziationsstudien.                                    | |        |  |
| I.                                                                    | Experimentelle Untersuchungen über die Assoziationen Gesunder [razem z Franzem Riklinem]. (1904, 1906) § 1–498.                                                      | I.     |  |
| II.                                                                   | Analyse der Assoziationen eines Epileptikers. (1905, 1906) § 499–559.                                                                                                | II.    |  |
| III.                                                                  | Über das Verhalten der Reaktionszeit beim Assoziationsexperiment. (1905, 1906) § 560–638.                                                                            | III.   |  |
| IV.                                                                   | Experimentelle Beobachtungen über das Erinnerungsvermögen. (1905) § 639–659.                                                                                         | IV.    |  |
| V.                                                                    | Psychoanalyse und Assoziationsexperiment. (1905, 1906) § 660–727. | V.     |  |
| VI.                                                                   | Die psychologische Diagnose des Tatbestandes. (1906, 1941) § 728–792.                                                                                                | VI.    |  |
| VII.                                                                  | Assoziation, Traum und hysterisches Symptom. (1906, 1909) § 793–862.                                                                                                 | VII.   |  |
| VIII.                                                                 | Die psychopathologische Bedeutung des Assoziationsexperiment. (1906) § 863–917.                                                                                      | VIII.  |  |
| IX.                                                                   | Über Reproduktionsstörungen beim Assoziationsexperiment. (1907, 1909) § 918–938.                                                                                     | IX.    |  |
| X.                                                                    | Die Assoziationsmethode. (1910) § 939–998. | X.     |  |
| XI.                                                                   | Die familiäre Konstellation. (1910) § 999–1014. | XI.    |  |
| Psychophysische Untersuchungen.                                       | |        |  |
| XII.                                                                  | Über die psychophysischen Begleiterscheinungen im Assoziationsexperiment. (1907) § 1015–1035.                                                                        | XII.   |  |
| XIII.                                                                 | Psychophysische Untersuchungen über das galvanische Phänomen und die Respiration bei Normalen und Geisteskranken [razem z Charlesem Ricksherem]. (1907) § 1036–1079. | XIII.  |  |
| XIV.                                                                  | Weitere Untersuchungen über das galvanische Phänomen und die Respiration bei Normalen und Geisteskranken. (1907–1908) § 1080–1311.                                   | XIV.   |  |
| Appendix.                                                             | |        |  |
| XV.                                                                   | Statistisches von der Rekrutenaushebung. (1906) § 1312–1315. | XV.    |  |
| XVI.                                                                  | Neue Aspekte der Kriminalpsychologie. Ein Beitrag zur Methodik der psychologischen Tatbestandsdiagnose. (1908) § 1316–1347.                                          | XVI.   |  |
| XVII.                                                                 | Die an der Psychiatrischen Klinik in Zürich gebräuchlichen psychologischen Untersuchungsmethoden. (1910) § 1348.                                                     | XVII.  |  |
| XVIII.                                                                | Ein kurzer Überblick über die Komplexlehre. (1911) § 1349–1356. | XVIII. |  |
| XIX.                                                                  | Zur psychologischen Tatbestandsdiagnostik. Das Tatbestandsexperiment in Schwurgerichtprozess Näaf. (1937) § 1357–1388.                                               | XIX.   |  |

### Gesammelte Werke. Band III.
| Psychogenese der Geisteskrankheiten. (1968, 1979, 1985, 1990) ISBN 3-530-40703-8. | Psychogenese der Geisteskrankheiten. (1968, 1979, 1985, 1990) ISBN 3-530-40703-8.                                                   |       |  |
| --------------------------------------------------------------------------------- | --- | ----- |  |
| I.                                                                                | Über die Psychologie der Dementia praecox: Ein Versuch. (1907) § 1–316.                                                             | I.    |  |
| II.                                                                               | Der Inhalt der Psychose; suplement: Über das psychologische Verständnis pathologischer Vorgänge. (1908, 1914) § 317–387. § 388–424. | II.   |  |
| III.                                                                              | Kritik über E. Bleuler: „Zur Theorie des schizophrenen Negativismus”. (1911) § 425–437.                                             | III.  |  |
| IV.                                                                               | Über die Bedeutung des Unbewussten in der Psychopathologie. (1914) § 438–465.                                                       | IV.   |  |
| V.                                                                                | Über das Problem der Psychogenese bei Geisteskranken. (1919) § 466–495.                                                             | V.    |  |
| VI.                                                                               | Geisteskrankheit und Seele. („Heilbare Geisteskranke?”). (1928) § 496–503.                                                          | VI    |  |
| VII.                                                                              | Über die Psychogenese der Schizophrenie. (1939) § 504–541.                                                                          | VII.  |  |
| VIII.                                                                             | Neuere Betrachtungen zur Schizophrenie. (1956, 1959) § 542–552.                                                                     | VIII. |  |
| IX.                                                                               | Die Schizophrenie. (1958) § 553–584.                                                                                                | IX.   |  |

Uwaga: Ang. wyd. CW III dodatkowo zawiera (po § 584, s. 272) Dodatek (Appendix): „Letter to the Second International Congress of Psychiatry.” [= list do M. Rinkela z 04.1957.]

### Gesammelte Werke. Band IV.
| Freud und die Psychoanalyse. (1969, 1979, 1985, 1990) ISBN 3-530-40704-6. | Freud und die Psychoanalyse. (1969, 1979, 1985, 1990) ISBN 3-530-40704-6.                                  |       | |
| ------------------------------------------------------------------------- | --- | ----- | --- |
| I.                                                                        | Die Hysterienlehre Freuds: Eine Erwiderung auf Aschaffenburgsche Kritik. (1906) § 1–26.                    | I.    | |
| II.                                                                       | Die Freudsche Hysterientheorie. (1908) § 27–63.                                                            | II.   | |
| III.                                                                      | Die Traumanalyse. (1909) § 64–94.                                                                          | III.  | |
| IV.                                                                       | Ein Beitrag zur Psychologie des Gerüchtes. (1910, 1911) § 95–128.                                          | IV.   | |
| V.                                                                        | Ein Beitrag zur Kenntnis des Zahlentraumes. (1910, 1911) § 129–153.                                        | V.    | |
| VI.                                                                       | Morton Prince: „The Mechanism and Interpretation of Dreams”: Eine kritische Besprechung. (1911) § 154–193. | VI.   | |
| VII.                                                                      | Zur Kritik über Psychoanalyse. (1910) § 194–196.                                                           | VII.  | |
| VIII.                                                                     | Zur Psychoanalyse. (1912) § 197–202.                                                                       | VIII. | |
| IX.                                                                       | Versuch einer Darstellung der psychoanalytischen Theorie. (1913, 1955) § 203–522.                          | IX.   | |
| X.                                                                        | Allgemeine Aspekte der Psychoanalyse. (1913) § 523–556.                                                    | X.    | |
| XI.                                                                       | Über Psychoanalyse. (1916) § 557–575.                                                                      | XI.   | |
| XII.                                                                      | Psychotherapeutische Zeitfragen [Korespondencja Jung-Löy]. (1914) § 576–669.                               | XII.  | |
| XIII.                                                                     | Vorreden zur „Collected Papers on Analytical Psychology”. (1916, 1917, 1920) § 670–692.                    | XII.  | |
| XIV.                                                                      | Die Bedeutung Vaters für Schicksal des Einzelnen. (1902, 1962) § 693–744.                                  | XIV.  | |
| XV.                                                                       | Einführung zu: W. M. Kranefeldt: „Die Psychoanalyse”. (1930) § 745–767.                                    | XV.   | |
| XVI.                                                                      | Der Gegensatz Freud-Jung. (1929, 1969) § 768–784.                                                          | XVI.  | Freud a Jung. Przeł. J. Prokopiuk. W: C. G. Jung: Psychologia a religia. Wybór pism. (1970). S. 55–65. |

### Gesammelte Werke. Band V = Dzieła. Tom III
| Symbole der Wandlung. Analyse des Vorspiels zu einer Schizophrenie. ([1911–1912/1952]; 1973, 1977, 1981, 1985, 1988, 1991) ISBN 3-530-40705-4. | Symbole der Wandlung. Analyse des Vorspiels zu einer Schizophrenie. ([1911–1912/1952]; 1973, 1977, 1981, 1985, 1988, 1991) ISBN 3-530-40705-4. | Symbole przemiany. Analiza preludium do schizofrenii Przeł. Robert Reszke. Warszawa: Wydawnictwo Wrota, 1998. ISBN 83-909527-5-0. Wyd. 2: Warszawa: Wydawnictwo KR, 2012. ISBN 978-83-89158-62-8. Wyd. 3: Warszawa: Wydawnictwo KR, 2017. ISBN 978-83-94350-49-9. | Symbole przemiany. Analiza preludium do schizofrenii Przeł. Robert Reszke. Warszawa: Wydawnictwo Wrota, 1998. ISBN 83-909527-5-0. Wyd. 2: Warszawa: Wydawnictwo KR, 2012. ISBN 978-83-89158-62-8. Wyd. 3: Warszawa: Wydawnictwo KR, 2017. ISBN 978-83-94350-49-9. |
| --- | --- | --- | --- |
| | Vorwort der Herausgeber. (1973) | | Przedmowa wydawców. (1973). S. 7–9. |
| | Vorrede zur vierten Auflage. (1950) | | Przedmowa do wydania 4. (1950). S. 11–15. § --- |
| | Vorrede zur dritten Auflage. (1937) | | Przedmowa do wydania 3. (1937). S. 16. § --- |
| | Vorrede zur zweiten Auflage. (1924) | | Przedmowa do wydania 2. (1924). S. 17–18. § --- |
| Erster Teil: | Erster Teil: | Część pierwsza: | Część pierwsza: |
| I. | Einleitung. | I. | Wprowadzenie. S. 21–24. § 1–3. |
| II. | Über die zwei Arten des Denkens. | II. | O dwóch typach myślenia. S. 25–53. § 4–46. |
| III. | Vorgeschichte. | III. | Prehistoria. S. 55–59. § 47–55. |
| IV. | Der Schöpferhymnus. | IV. | Hymn do stwórcy. S. 61–106. § 56–114. |
| V. | Das Lied von der Motte. | V. | Pieśń o ćmie. S. 107–159. § 115–175. |
| Zweiter Teil: | Zweiter Teil: | Część druga: | Część druga: |
| I. | Einleitung. | I. | Wprowadzenie. S. 159–171. § 176–189. |
| II. | Über den Begriff der Libido. | II. | O pojęciu libido. S. 173–184. § 190–203. |
| III. | Die Wandlung der Libido. | III. | Przemiana libido. S. 185–218. § 204–250. |
| IV. | Die Entstehung des Heros. | IV. | Narodziny herosa. S. 219–264. § 251–299. |
| V. | Symbole der Mutter und der Wiedergeburt. | V. | Symbole matki i odrodzenia. S. 265–353. § 300–418. |
| VI. | Der Kampf um die Befreiung von der Mutter. | VI. | Walka o wyzwolenie się od matki. S. 355–393. § 419–463. |
| VII. | Die zweifache Mutter. | VII. | Dwojaka matka. S. 395–498. § 464–612. |
| VIII. | Das Opfer. | VIII. | Ofiara. S. 499–553. § 613–682. |
| IX. | Schlusswort. | IX. | Zakończenie. S. 555–558. § 683–685. |
| Anhang: | Anhang: | Apendyks: | Apendyks: |
| | Die Millerschen Phantasien. | | Fantazje miss Miller. S. 559–573. [Opublik. przez Th. Flournoya w 1906 r.]. |

Uwaga: Ang. wyd. CW V (od 2 wyd. w 1974 r.) dodatkowo zawiera (str. xxx): „Author’s Note to the First American/ English Edition [of Symbols of Transformation.]” (? 1916)

### Gesammelte Werke. Band VI = Dzieła. Tom II
| Psychologische Typen. ([1921]; 1960, 1967, 1976, 1981, 1986, 1989) ISBN 3-530-40706-2. | Psychologische Typen. ([1921]; 1960, 1967, 1976, 1981, 1986, 1989) ISBN 3-530-40706-2. | Typy psychologiczne. Przeł. Robert Reszke. Warszawa: Wydawnictwo Wrota-Wydawnictwo KR, 1997. ISBN 83-900175-7-1. Wyd. 2: Warszawa: Wydawnictwo KR, 2009. ISBN 83-89158-91-4. Wyd. 3: Warszawa: Wydawnictwo KR, 2013. ISBN 978-83-937178-3-5. Wyd. 4: Warszawa: Wydawnictwo KR, 2015. ISBN 978-83-937178-2-8. | Typy psychologiczne. Przeł. Robert Reszke. Warszawa: Wydawnictwo Wrota-Wydawnictwo KR, 1997. ISBN 83-900175-7-1. Wyd. 2: Warszawa: Wydawnictwo KR, 2009. ISBN 83-89158-91-4. Wyd. 3: Warszawa: Wydawnictwo KR, 2013. ISBN 978-83-937178-3-5. Wyd. 4: Warszawa: Wydawnictwo KR, 2015. ISBN 978-83-937178-2-8. |
| -------------------------------------------------------------------------------------- | -------------------------------------------------------------------------------------- | --- | --- |
|                                                                                        | Vorwort der Herausgeber. (1960, 1992)                                                  | | Przedmowa wydawców. (1960, 1992). S. 7–8. |
|                                                                                        | Vorwort zur 7. Auflage. (1937)                                                         | | Przedmowa do wydania 7. (1937). S. 9–10. § --- |
|                                                                                        | Vorwort zur 8. Auflage. (1949)                                                         | | Przedmowa do wydania 8. (1949). S. 10. § --- |
|                                                                                        | Vorrede. (1920)                                                                        | | Przedmowa. (1920). S. 11–12. § --- |
|                                                                                        | Einleitung.                                                                            | | Wprowadzenie. S. 13–17. § 1–7. |
| I.                                                                                     | Das Typenproblem in der antiken und mittelalterlichen Geistesgeschichte.               | I. | Problem typu w dziejach ducha Starożytności i Średniowiecza. S. 19–79. § 8–99. |
| II.                                                                                    | Über Schillers Ideen zum Typenproblem.                                                 | II. | O ideach Schillera w kwestii typów psychologicznych. S. 81–152. § 100–222. |
| III.                                                                                   | Das Apollinische und das Dionysische.                                                  | III. | Pierwiastek apolliński i pierwiastek dionizyjski. S. 153–164. § 223–242. |
| IV.                                                                                    | Das Typenproblem in der Menschenkenntnis.                                              | IV. | Problem typów w wiedzy o człowieku. S. 165–185. § 243–274. |
| V.                                                                                     | Das Typenproblem in der Dichtkunst.                                                    | V. | Problem typu w sztuce poetyckiej. S. 187–304. § 275–460. |
| VI.                                                                                    | Das Typenproblem in der Psychopathologie.                                              | VI. | Problem typów w psychopatologii. S. 305–321. § 461–483. |
| VII.                                                                                   | Das Problem der typischen Einstellung in der Ästethik.                                 | VII. | Problem typowych postaw w estetyce. S. 323–334. § 484–504. |
| VIII.                                                                                  | Das Typenproblem in der modernen Philosophie.                                          | VIII. | Problem typów w filozofii współczesnej. S. 335–358. § 505–541. |
| IX.                                                                                    | Das Typenproblem in der Biographik.                                                    | IX. | Problem typów w biografice. S. 359–367. § 542–555. |
| X.                                                                                     | Allgemeine Beschreibung der Typen.                                                     | X. | Ogólny opis typów. S. 369–453. § 556–671. |
| XI.                                                                                    | Definitionen.                                                                          | XI. | Definicje. S. 455–536. § 672–844. |
|                                                                                        | Schlusswort.                                                                           | | Słowo końcowe. S. 537–545 § 845–857. |
| Anhang:                                                                                | Anhang:                                                                                | Apendyks: | Apendyks: |
| (1)                                                                                    | Zur Frage der psychologischen Typen. (1913)                                            | (1) | W kwestii typów psychologicznych. (1913). S. 549–558. § 858–882. |
| (2)                                                                                    | Psychologische Typen. (1925)                                                           | (2) | Typy psychologiczne. (Wygł. 1923, opublik. 1925). S. 559–573. § 883–914. |
| (3)                                                                                    | Psychologische Typologie. (1928)                                                       | (3) | Typologia psychologiczna. (1928). S. 575–592. § 915–959. |
| (4)                                                                                    | Psychologische Typologie. (1936)                                                       | (4) | Typologia psychologiczna. (1936). S. 593–606. § 960–987. |

Uwaga: Ang. wyd. CW VI (od 2 wyd. w 1976 r.) dodatkowo zawiera (str. xiv-xv): „Foreword to the Argentine Edition [of The Psychological Types.]” (1934)

### Gesammelte Werke. Band VII.
| Zwei Schriften über analytische Psychologie. (1964, 1974, 1981, 1989) ISBN 3-530-40707-0. | Zwei Schriften über analytische Psychologie. (1964, 1974, 1981, 1989) ISBN 3-530-40707-0. |      | |
| ----------------------------------------------------------------------------------------- | --- | ---- | --- |
| I.                                                                                        | Über die Psychologie des Unbewussten. (1943, 1966) § 1–201. | I.   | |
| II.                                                                                       | Die Beziehungen zwischen dem Ich und dem Unbewussten. (1928, 1966) § 202–406. Vorrede zur zweiten Auflage. (1934) Erster Teil: Die Wirkungen des Unbewußten auf das Bewußtsein. 1. Das persönliche und das kollektive Unbewußte. 2. Die Folgeerscheinungen der Assimilation des Unbewußten. 3. Die Persona als ein Ausschnitt aus der Kollektivpsyche. 4. Die Versuche zur Befreiung der Individualität aus der Kollektivpsyche. Zweiter Teil: 5. Die Funktion des Unbewußten. 6. Anima und Animus. 7. Die Technik der Unterscheidung zwischen dem Ich und den Figuren des Unbewußten. 8. Die Mana-Persönlichkeit. | II.  | Fragmenty pt. – Anima i animus (Przeł. M. Starski. W: C. G. Jung: O naturze kobiety. (1992). S. 79–114). – Osobowość maniczna (Przeł. J. Prokopiuk. W: C. G. Jung: Archetypy i symbole. Pisma wybrane. (Wyd. 3: 1993). S. 84–101). |
| Anhang:                                                                                   | |      | |
| III.                                                                                      | Neue Bahnen der Psychologie. (1912) § 407–436. | III. | |
| IV.                                                                                       | Die Struktur des Unbewussten. (1916) § 437–507. | IV.  | |

Uwaga: Ang. wyd. CW VII (od 2 wyd. w 1966 r.) dodatkowo zawiera (s. 125): „Preface to the Third Edition [of The Relations Between the Ego and the Unconscious.]” (1938)

### Gesammelte Werke. Band VIII = Dzieła. Tom XIII
| Die Dynamik des Unbewussten. (1967, 1977, 1979, 1982, 1987, 1991) ISBN 3-530-40708-9. | Die Dynamik des Unbewussten. (1967, 1977, 1979, 1982, 1987, 1991) ISBN 3-530-40708-9. | Dynamika nieświadomości. Przeł. Robert Reszke. Warszawa: Wydawnictwo KR, 2014. ISBN 978-83-937178-6-6. | Dynamika nieświadomości. Przeł. Robert Reszke. Warszawa: Wydawnictwo KR, 2014. ISBN 978-83-937178-6-6.        |
| ------------------------------------------------------------------------------------- | ------------------------------------------------------------------------------------- | --- | --- |
|                                                                                       | Vorwort der Herausgeber. (1966)                                                       | | Przedmowa wydawców. (1966). S. 7–8.                                                                           |
| I.                                                                                    | Über die Energetik der Seele. (1928, 1948)                                            | I. | O energetyce duszy. (1928, 1948). S. 11–76. § 1–130.                                                          |
| II.*                                                                                  | – Vorwort. (1959) Die transzendente Funktion. ([1916], 1957, 1958)                    | II. | – Przedmowa. (1959). S. 79–81. § --- Funkcja transcendentna. ([1916], 1957 ang., 1958). S. 83–106. § 131–193. |
| III.                                                                                  | Allgemeines zur Komplextheorie. (1934, 1948)                                          | III.                                                                                                   | Ogólne uwagi na temat teorii kompleksu. (1934, 1948). S. 109–121. § 194–219.                                  |
| IV.                                                                                   | Die Bedeutung von Konstitution und Vererbung für Psychologie. (1929)                  | IV. | Znaczenie konstytucji i dziedziczenia dla psychologii. (1929). S. 125–130. § 220–231.                         |
| V.                                                                                    | Psychologische Determinanten des menschlichen Verhaltens. (1937)                      | V. | Psychologiczne determinanty zachowania człowieka. (1937 ang.). S. 133–143. § 232–262.                         |
| VI.                                                                                   | Instinkt und Unbewusstes. (1919, 1928, 1948) – Nachwort.                              | VI. | Instynkt i nieświadomość. (1919 ang., 1928, 1948). S. 147–155. § 263–282. – Posłowie. S. 155. § ---           |
| VII.                                                                                  | Die Struktur der Seele. (1927, 1928, 1931)                                            | VII.                                                                                                   | Struktura duszy. (1927, 1928, 1931). S. 159–177. § 283–342.                                                   |
| VIII.                                                                                 | Theoretische Überlegungen zum Wesen des Psychischen. (1947, 1954)                     | VIII.                                                                                                  | Teoretyczne refleksje o istocie psychiczności. (1947, 1954). S. 181–253. § 343–442.                           |
| IX.                                                                                   | Allgemeine Gesichtspunkte zur Psychologie des Traumes. (1916, 1928, 1948)             | IX. | Ogólne uwagi na temat psychologii snu. (1916 ang., 1928, 1948). S. 257–300. § 443–529.                        |
| X.                                                                                    | Vom Wesen der Träume. (1945, 1948)                                                    | X. | O istocie snów. (1945, 1948). S. 303–319. § 530–569.                                                          |
| XI.                                                                                   | Die psychologischen Grundlagen des Geisterglaubens. (1920, 1928, 1948)                | XI. | Psychologiczne podstawy wiary w duchy. (1920 ang., 1928, 1948). S. 323–340. § 570–600.                        |
| XII.                                                                                  | Geist und Leben. (1926, 1931)                                                         | XII.                                                                                                   | Duch i życie. (1926, 1931). S. 343–360. § 601–648.                                                            |
| XIII.                                                                                 | Das Grundproblem der gegenwärtigen Psychologie. (1931, 1934)                          | XIII.                                                                                                  | Zasadniczy problem psychologii współczesnej. (1931, 1934). S. 363–380. § 649–688.                             |
| XIV.                                                                                  | Analytische Psychologie und Weltanschauung. (1928, 1931)                              | XIV.                                                                                                   | Psychologia analityczna a światopogląd. (1928 ang., 1931). S. 383–405. § 689–741.                             |
| XV.                                                                                   | Wirklichkeit und Überwirklichkeit. (1932)                                             | XV. | Rzeczywistość i nadrzeczywistość. (1932). S. 409–411. § 742–748.                                              |
| XVI.                                                                                  | Die Lebenswende. (1930, 1931)                                                         | XVI.                                                                                                   | Przełom życia. (1930, 1931). S. 415–430. § 749–795.                                                           |
| XVII.                                                                                 | Seele und Tod. (1934)                                                                 | XVII.                                                                                                  | Dusza i śmierć. (1934). S. 433–443. § 796–815.                                                                |
| XVIII.*                                                                               | Synchronizität als ein Prinzip akausaler Zusammenhänge. (1952)                        | XVIII.                                                                                                 | Synchroniczność jako zasada związków akauzalnych. (1952). S. 447–538. § 816–958.                              |
| XIX.                                                                                  | Über Synchronizität. (1952)                                                           | XIX.                                                                                                   | O synchroniczności. (1952). S. 541–551. § 959–987.                                                            |

Uwaga 1: Ad II: Znajdująca się w ang. wyd. CW VIII Prefatory Note [to 'The Transcendent Function'] nieco różni się od oryginalnego tekstu niemieckiego.
Uwaga 2: Ad XIX: Znajdujący się w ang. wyd. CW VIII tekst Synchronicity: An Acausal Connecting Principle to późniejsza, zmieniona wersja oryginalnego tekstu niemieckiego.

### Gesammelte Werke. Band IX/1 = Dzieła. Tom XI
| Die Archetypen und das kollektive Unbewusste. (1976, 1980, 1983, 1985, 1989) ISBN 3-530-40709-7. | Die Archetypen und das kollektive Unbewusste. (1976, 1980, 1983, 1985, 1989) ISBN 3-530-40709-7. | Archetypy i nieświadomość zbiorowa. Przeł. Robert Reszke. Warszawa: Wydawnictwo KR, 2011. ISBN 978-83-89158-46-8. Wyd. 2: Warszawa: Wydawnictwo KR, 2016. ISBN 978-83-943504-2-0. | Archetypy i nieświadomość zbiorowa. Przeł. Robert Reszke. Warszawa: Wydawnictwo KR, 2011. ISBN 978-83-89158-46-8. Wyd. 2: Warszawa: Wydawnictwo KR, 2016. ISBN 978-83-943504-2-0. |
| ------------------------------------------------------------------------------------------------ | ------------------------------------------------------------------------------------------------ | --- | --- |
|                                                                                                  | Vorwort der Herausgeber. (1974)                                                                  | | Przedmowa wydawców. (1974). S. 7–8. |
| I.                                                                                               | Über die Archetypen des kollektiven Unbewussten. (1935, 1954)                                    | I. | Archetypy nieświadomości zbiorowej. (1935, 1954). S. 11–50. § 1–86. |
| II.                                                                                              | Begriff des kollektiven Unbewussten. (1937)                                                      | II. | Pojęcie nieświadomości zbiorowej. (1937). S. 53–64. § 87–110. |
| III.                                                                                             | Über den Archetypus mit besonderer Berücksichtigung des Animabegriffes. (1936, 1954)             | III. | O archetypie ze szczególnym uwzględnieniem pojęcia animy. (1936, 1954) S. 67–84. § 111–147.                                                                                       |
| IV.                                                                                              | Die psychologischen Aspekte des Mutterarchetypus. (1939, 1954)                                   | IV. | Psychologiczne aspekty archetypu matki. (1939, 1954). S. 87–118. § 148–198. |
| V.                                                                                               | – Vorbemerkung. Über Wiedergeburt. (1940, 1950)                                                  | V. | – Uwaga wstępna. S. 121. § --- Odrodzenie. (1940, 1950). S. 123–160. § 199–258.                                                                                                   |
| VI.                                                                                              | Zur Psychologie des Kindarchetypus. (1940, 1941, 1951)                                           | VI. | Psychologia archetypu dziecka. (1940, 1941, 1951). S. 163–192. § 259–305. |
| VII.                                                                                             | Zum psychologischen Aspekt der Kore-Figur. (1941, 1951)                                          | VII. | O psychologicznym aspekcie postaci Kory. (1941, 1951). S. 195–216. § 306–383. |
| VIII.                                                                                            | Zur Phänomenologie des Geistes in Märchen. (1946, 1948)                                          | VIII. | Fenomenologia ducha w bajkach. (1946, 1948). S. 219–264. § 384–455. |
| IX.                                                                                              | Zur Psychologie der Tricksterfigur. (1954)                                                       | IX. | Psychologia postaci trickstera. (1954). S. 267–284. § 456–488. |
| X.                                                                                               | Bewusstsein, Unbewusstes und Individuation. (1939)                                               | X. | Świadomość, nieświadomość, indywiduacja. (1939). S. 287–301. § 489–524. |
| XI.                                                                                              | Zur Empirie des Individuationsprozesses. (1934, 1950)                                            | XI. | Empiria procesu indywiduacji. (1934, 1950). S. 303/305–374. § 525–626. |
| XII.                                                                                             | Über Mandalasymbolik. (1938, 1950)                                                               | XII. | O symbolice mandali. (1938, 1950). S. 377–406. § 627–712. |
| XIII.                                                                                            | Mandalas. (1955)                                                                                 | XIII. | Mandale. (1955). S. 409–411. § 713–718. |

### Gesammelte Werke. Band IX/2 = Dzieła. Tom I
| Aion. Beiträge zur Symbolik des Selbst. ([1951], 1976, 1980, 1983, 1985, 1989) ISBN 3-530-40709-7. | Aion. Beiträge zur Symbolik des Selbst. ([1951], 1976, 1980, 1983, 1985, 1989) ISBN 3-530-40709-7. | Aion. Przyczynki do symboliki Jaźni. Przeł. Robert Reszke. Oprac. Leszek Kolankiewicz. Warszawa: Wydawnictwo Wrota, 1997. ISBN 83-900175-6-3. Wyd. 2: Warszawa: Wydawnictwo KR, 2009. ISBN 83-89158-92-2. | Aion. Przyczynki do symboliki Jaźni. Przeł. Robert Reszke. Oprac. Leszek Kolankiewicz. Warszawa: Wydawnictwo Wrota, 1997. ISBN 83-900175-6-3. Wyd. 2: Warszawa: Wydawnictwo KR, 2009. ISBN 83-89158-92-2. |
| -------------------------------------------------------------------------------------------------- | -------------------------------------------------------------------------------------------------- | --- | --- |
| | Vorrede. (1950)                                                                                    | | Przedmowa. (1950). S. 7–9. § --- |
| I.                                                                                                 | Das Ich.                                                                                           | I. | Ja. S. 11–15. § 1–12. |
| II.                                                                                                | Der Schatten. (1948)                                                                               | II. | Cień. (1948). S. 17–20. § 13–19. |
| III.                                                                                               | Die Syzygie: Anima und Animus. (1948)                                                              | III. | Syzygia: anima i animus. (1948). S. 21–33. § 20–42. |
| IV.                                                                                                | Das Selbst. (1949)                                                                                 | IV. | Jaźń. (1949). S. 35–48. § 43–67. |
| V.                                                                                                 | Christus, ein Symbol des Selbst.                                                                   | V. | Chrystus, symbol Jaźni. S. 49–85. § 68–126. |
| VI.                                                                                                | Das Zeichen der Fische.                                                                            | VI. | Znak Ryb. S. 87–111. § 127–149. |
| VII.                                                                                               | Die Prophezeiung des Nostradamus.                                                                  | VII. | Proroctwo Nostradamusa. S. 113–120. § 150–161. |
| VIII.                                                                                              | Über die geschichtliche Bedeutung des Fisches.                                                     | VIII. | O historycznym znaczeniu Ryby. S. 121–136. § 162–180. |
| IX.                                                                                                | Die Ambivalenz des Fischsymbols.                                                                   | IX. | Ambiwalencja symbolu Ryby. S. 137–146. § 181–192. |
| X.                                                                                                 | Der Fisch in der Alchemie.                                                                         | X. | Ryba w alchemii. S. 147–178. § 193–238. |
| XI.                                                                                                | Die alchemistische Deutung des Fisches.                                                            | XI. | Alchemiczna interpretacja Ryby. S. 179–198. § 239–266. |
| XII.                                                                                               | Allgemeines zur Psychologie der christlich-alchemistischen Symbolik.                               | XII. | Ogólne uwagi o psychologii symboliki chrześcijańsko-alchemicznej. S. 199–210. § 267–286. |
| XIII.                                                                                              | Gnostische Symbole des Selbst.                                                                     | XIII. | Gnostyckie symbole Jaźni. S. 211–254. § 287–246. |
| XIV.                                                                                               | Die Struktur und Dynamik des Selbst.                                                               | XIV. | Struktura i dynamika Jaźni. S. 255–300. § 347–421. |
| | Schlusswort.                                                                                       | | Zakończenie. S. 301–305. § 422–429. |

### Gesammelte Werke. Band X = Dzieła. Tom X
| Zivilisation im Übergang. (1974, 1986, 1991) ISBN 3-530-40710-0. | Zivilisation im Übergang. (1974, 1986, 1991) ISBN 3-530-40710-0.                                                              | Przełom cywilizacji. Przeł. Robert Reszke. Warszawa: Wydawnictwo KR, 2009. ISBN 83-89158-94-9. Wyd. 2: Warszawa: Wydawnictwo KR, 2017. ISBN 978-83-943504-7-5. | Przełom cywilizacji. Przeł. Robert Reszke. Warszawa: Wydawnictwo KR, 2009. ISBN 83-89158-94-9. Wyd. 2: Warszawa: Wydawnictwo KR, 2017. ISBN 978-83-943504-7-5. |
| ---------------------------------------------------------------- | --- | --- | --- |
|                                                                  | Vorwort der Herausgeber. (1973)                                                                                               | | Przedmowa wydawców. (1973). S. 5–7. |
| I.                                                               | Über das Unbewusste. (1918)                                                                                                   | I. | O nieświadomości. (1918). S. 9–35. § 1–48. |
| II.                                                              | Seele und Erde. (1927, 1931)                                                                                                  | II. | Dusza i ziemia. (1927, 1931). S. 37–58. § 49–103. |
| III.                                                             | Der archaische Mensch. (1931)                                                                                                 | III. | Człowiek archaiczny. (1931). S. 59–82. § 104–147. |
| IV.                                                              | Das Seelenproblem des modernen Menschen. (1928, 1931)                                                                         | IV. | Problem psychiki człowieka współczesnego. (1928, 1931). S. 83–103. § 148–196.                                                                                  |
| V.                                                               | Das Liebesproblem des Studenten. (1928)                                                                                       | V. | Problem miłości wśród studentów. (1928). S. 105–122. § 197–235.                                                                                                |
| VI.                                                              | Die Frau in Europa. (1927) | VI. | Kobieta w Europie. (1927). S. 123–143. § 236–275. |
| VII.                                                             | Die Bedeutung der Psychologie für die Gegenwart. (1933, 1934)                                                                 | VII. | Znaczenie psychologii dla współczesności. (1933, 1934). S. 145–168. § 276–332.                                                                                 |
| VIII.                                                            | Zur gegenwärtigen Lage der Psychotherapie. (1934)                                                                             | VIII. | O stanie psychoterapii współczesnej. (1934). S. 169–186. § 333–370.                                                                                            |
| IX.                                                              | Vorwort zu „Aufsätze zur Zeitgeschichte”. (1946)                                                                              | IX. | Przedmowa do: „Aufsätze zur Zeitgeschichte”. (1946). S. 187–188. § ---                                                                                         |
| X.                                                               | Wotan. (1936, 1946) | X. | Wotan. (1936, 1946). S. 189–203. § 371–399. |
| XI.                                                              | Nach der Katastrophe. (1945, 1946)                                                                                            | XI. | Po katastrofie. (1945, 1946). S. 205–229. § 400–443. |
| XII.                                                             | Der Kampf mit dem Schatten. (1946)                                                                                            | XII. | Walka z cieniem. (1946 ang.). S. 231–240. § 444–457. |
| XIII.                                                            | Nachwort zu „Aufsätze zur Zeitgeschichte”. (1946)                                                                             | XIII. | Posłowie do: „Aufsätze zur Zeitgeschichte”. (1946). S. 241–259. § 458–487.                                                                                     |
| XIV.                                                             | Gegenwart und Zukunft. (1957)                                                                                                 | XIV. | Teraźniejszość i przyszłość. (1957). S. 261–318. § 488–588. |
| XV.                                                              | Ein moderner Mythus. Von Dingen, die am Himmel gesehen werden. (1958) – Vorwort zur ersten englischen Ausgabe. (1958)         | XV. | Nowoczesny mit. O rzeczach widywanych na niebie. (1958). S. 319–444. § 589–824. – Przedmowa do 1 wydania angielskiego. (1958). S. 444–445. § ---               |
| XVI.                                                             | Das Gewissen in psychologischer Sicht. (1958)                                                                                 | XVI. | Sumienie w perspektywie psychologicznej. (1958). S. 447–465. § 825–857.                                                                                        |
| XVII.                                                            | Gut und Böse in der Analytischen Psychologie. (1959)                                                                          | XVII. | Dobro i zło w psychologii analitycznej. (1959). S. 467–480. § 858–886.                                                                                         |
| XVIII.                                                           | Vorrede zu Toni Wolff: „Studien zu C.G. Jungs Psychologie”. (1959)                                                            | XVIII. | Przedmowa do: Toni Wolff: „Studien zu C.G. Jungs Psychologie”. (1959). S. 481–487. § 887–902.                                                                  |
| XIX.                                                             | Die Bedeutung der schweizerischen Linie im Spektrum Europas. (1928)                                                           | XIX. | Znaczenie linii szwajcarskiej w spektrum Europy. (1928). S. 489–499. § 903–924.                                                                                |
| XX.                                                              | Der Aufgang einer neuen Welt. Eine Besprechung von H. Keyserling: „Amerika. Der Aufgang einer neuen Welt”. (1930)             | XX. | Wschód nowego świata. (1930). S. 501–506. § 925–934. |
| XXI.                                                             | Besprechung von H. Keyserling: „La Révolution mondiale et la responsabilité de l’esprit”. (1934)                              | XXI. | Nowa książka Keyserlinga: „La Révolution mondiale et la responsabilité de l’esprit”. (1934). S. 507–512. § 935–945.                                            |
| XXII.                                                            | Komplikationen der amerikanischen Psychologie. (1930)                                                                         | XXII. | Komplikacje psychologii amerykańskiej. (1930 ang.). S. 513–527. § 946–980.                                                                                     |
| XXIII.                                                           | Die träumende Welt Indiens. (1939)                                                                                            | XXIII. | Śniący świat Indii. (1939 ang.). S. 529–539. § 981–1001. |
| XXIV.                                                            | Was Indien uns lehren kann. (1939)                                                                                            | XXIV. | Czego mogą nas nauczyć Indie. (1939 ang.). S. 541–546. § 1002–1013.                                                                                            |
| XXV. Verschiedenes.                                              | XXV. Verschiedenes. | XXV. Varia. | XXV. Varia. |
| (1)                                                              | Geleitwort. (1933) | (1) | Przedmowa. (1933). S. 549–550. § 1014–1015. |
| (2)                                                              | Zeitgenössisches. (1934) | (2) | Uwagi aktualne. (1934). S. 551–561. § 1016–1034. |
| (3)                                                              | Rundschreiben. (1934) | (3) | Pismo okólne. (1934). S. 563–564. § 1035–1038. |
| (4)                                                              | Geleitwort. (1935) | (4) | Słowo wstępne. (1935). S. 565–569. § 1039–1051. |
| (5)                                                              | Vorbemerkung des Herausgebers. (1935)                                                                                         | (5) | Uwaga wstępna wydawcy. (1935). S. 571–572. § 1052–1054. |
| (6)                                                              | Begrüßungsansprache [des Präsidenten] zum Achten Allgemeinen Ärztlichen Kongreß in Bad Nauheim. (1935)                        | (6) | Powitanie uczestników VII Powszechnego Kongresu Lekarskiego w Bad Nauheim. (1935). S. 573–575. § 1055–1059.                                                    |
| (7)                                                              | Votum. (1935) | (7) | Głos w dyskusji. (1935). S. 577–580. § 1060–1063. |
| (8)                                                              | Begrüßungsansprache [des Präsidenten] zum Neunten Internationalen Ärztlichen Kongreß für Psychotherapie in Kopenhagen. (1937) | (8) | Mowa powitalna na IX Międzynarodowym Kongresie Medycznym Psychoterapii (Kopenhaga 1937). (1937). S. 581–583. § 1064–1068.                                      |
| (9)                                                              | Begrüßungsansprache [des Präsidenten] zum Zehnten Internationalen Ärztlichen Kongreß für Psychotherapie in Oxford. (1938)     | (9) | Mowa powitalna na X Międzynarodowym Kongresie Psychoterapeutycznym w Oksfordzie. (1938). S. 585–588. § 1069–1073.                                              |

### Gesammelte Werke. Band XI = Dzieła. Tom VI
| Zur Psychologie westlicher und östlicher Religion. (1963, 1973, 1979, 1983, 1988) ISBN 3-530-40711-9. | Zur Psychologie westlicher und östlicher Religion. (1963, 1973, 1979, 1983, 1988) ISBN 3-530-40711-9.         | Psychologia a religia Zachodu i Wschodu. Przeł. Robert Reszke. Warszawa: Wydawnictwo KR, 2005. ISBN 83-89158-41-8. Wyd. 2: Warszawa: Wydawnictwo KR, 2009. ISBN 83-89158-98-1. | Psychologia a religia Zachodu i Wschodu. Przeł. Robert Reszke. Warszawa: Wydawnictwo KR, 2005. ISBN 83-89158-41-8. Wyd. 2: Warszawa: Wydawnictwo KR, 2009. ISBN 83-89158-98-1. |
| --- | --- | --- | --- |
| | Vorwort der Herausgeber. (1963, 1985)                                                                         | | Przedmowa wydawców. (1963, 1985). S. 5–7. |
| Erster Teil: Westliche Religion.                                                                      | Erster Teil: Westliche Religion.                                                                              | Część I: Religia Zachodu. | Część I: Religia Zachodu. |
| I. | – Vorrede [zur deutschen Version von Psychologie und Religion]. (1939) Psychologie und Religion. (1938, 1940) | I. | – Przedmowa. (1939). S. 11. § --- Psychologia a religia. S. 11–117. (1938 ang., 1940). § 1–168.                                                                                |
| II.                                                                                                   | Versuch einer psychologischen Deutung des Trinitätsdogmas. (1942, 1948)                                       | II. | Próba psychologicznej interpretacji dogmatu o Trójcy Św. (1942, 1948). S. 119–207. § 169–295.                                                                                  |
| III.                                                                                                  | Das Wandlungssymbol in der Messe. (1942, 1954)                                                                | III. | Symbol przemiany w mszy. (1942, 1954). S. 209–308. § 296–448. |
| IV.                                                                                                   | Geleitwort zu V. White: „God and Unconscious”. (1952, 1957)                                                   | IV. | Wprowadzenie do: Victor White: „God and the Unconscious”. (1952 ang., 1957). S. 309–320. § 449–467.                                                                            |
| V. | Vorrede zu Z. Werblowsky: „Lucifer and Prometheus”. (1952)                                                    | V. | Przedmowa do: Zwi Werblowsky: „Lucifer and Prometheus”. (1952). S. 321–325. § 468–473.                                                                                         |
| VI.                                                                                                   | Bruder Klaus. (1933)                                                                                          | VI. | Brat Klaus. (1933). S. 327–334. § 474–487. |
| VII.                                                                                                  | Über die Beziehung der Psychotherapie zur Seelsorge. (1932, 1948)                                             | VII. | O stosunku psychoterapii do duszpasterstwa. (1932, 1948). S. 335–354. § 488–538.                                                                                               |
| VIII.                                                                                                 | Psychoanalyse und Seelsorge. (1928)                                                                           | VIII. | Psychoanaliza i duszpasterstwo. (1928). S. 355–361. § 539–552. |
| IX.*                                                                                                  | Antwort auf Hiob. (1952)                                                                                      | IX. | Odpowiedź Hiobowi. (1952). S. 363–476. § 553–758. |
| Zeiter Teil: Östliche Religion.                                                                       | Zeiter Teil: Östliche Religion.                                                                               | Część II: Religia Wschodu. | Część II: Religia Wschodu. |
| X. | Psychologischer Kommentar zu „Das tibetische Buch der Grossen Befreiung”. ([1939], 1954, 1955)                | X. | Komentarz psychologiczny do „Tybetańskiej Księgi Wielkiego Wyzwolenia”. ([Nap. po ang. w 1939 (!)], 1954 ang., 1955). S. 479–515. § 759–830.                                   |
| XI.                                                                                                   | Psychologischer Kommentar zum „Bardo Thödol” (Das tibetanische Totenbuch). (1935)                             | XI. | Komentarz psychologiczny do „Bar-do T’os-grol”. (1935). S. 517–533. § 831–858.                                                                                                 |
| XII.                                                                                                  | Yoga und der Westen. (1936)                                                                                   | XII. | Joga i Zachód. (1936 ang.). S. 535–543. § 859–876. |
| XIII.                                                                                                 | Vorwort zu D. T. Suzuki: „Die grosse Befreiung. Einführung in den Zen-Buddhismus”. (1939)                     | XIII. | Przedmowa do: Daisetz Teitaro Suzuki: „Die grosse Befreiung. Einführung in den Zen-Buddhismus”. (1939). S. 545–566. § 877–907.                                                 |
| XIV.                                                                                                  | Zur Psychologie östlicher Meditation. (1943, 1948)                                                            | XIV. | O psychologii wschodniej medytacji. (1943, 1948). S. 567–584. § 908–949. |
| XV.                                                                                                   | Über den indischen Heiligen. Einführung zu Heinrich Zimmer: „Der Weg zum Selbst”. (1944)                      | XV. | O indyjskim świętym. Wprowadzenie do: Heinrich Zimmer: „Der Weg zum Selbst”. (1944). S. 585–595. § 950–963.                                                                    |
| XVI.*                                                                                                 | Vorwort zu „I Ging”. (1950)                                                                                   | XVI. | Przedmowa do „Yijing”. (1950). S. 597–618. § 964–1017. |

Uwaga 1: Ad IX: W niektórych wydaniach (po § 758) zamieszczony jest Nachwort [zu ‘Antwort auf Hiob’.] [= fr-t listu do S. Donigera z 11.1955.] (W ang. wyd. CW XI stanowi on Prefatory Note [to 'Answer to Hiob']). (List ten znajduje się także w Briefe).
Uwaga 2: Ad XVI: Znajdująca się w ang. wyd. CW XI Foreword to the 'I Ching' to późniejsza, zmieniona, znacznie się różniąca wersja oryginalnego tekstu niemieckiego.
Uwaga 3: W pierwszym niemieckim wydaniu tego tomu (z roku 1963) zamieszczono apendyks (Anhang), który w kolejnych wydaniach usunięto, a większość znajdujących się w nim tekstów przeniesiono do Gesammelte Werke t. X i XVIII oraz do Briefe. W apendyksie tym znajdowały się następujące pisma:
1. Antwort an Martin Buber, 22.01.1952 (teraz w Gesammelte Werke XVIII, § 1499–1513).
2. Zu Psychologie und Religion. (Aus einem Brief an einem protestantischen Theologen), 1940 (nie przedrukowany w Briefe).
3. Gut und Böse in der analytischen Psychologie, 1959 (teraz w Gesammelte Werke X, § 858–886).
4. Zum Problem des Christussymbol. (Brief an Victor White, 24.11.1953; teraz w Briefe).
5. Zu Antwort auf Hiob. (Brief an Hans Schär, 16.11.1951; teraz w Briefe).
6. Zu Antwort auf Hiob. (Brief an Dorothee Hoch, 28.05.1952; teraz w Briefe).
7. Klappentext zur ersten Auflage von Antwort auf Hiob, 1952 (teraz w Gesammelte Werke XVIII, § 1498a).
8. Aus einem Brief an einen protestantischen Theologen. (Brief an Hans Wegmann, 19.12.1943; teraz w Briefe).
9. Brief an The Listener, opublik. 21.01.1960 (= Brief an Mr. Leonhard, 5.12.1959; teraz w Briefe).
10. Zu die Reden Gotamo Buddhos, 1956 (teraz w Gesammelte Werke XVIII, § 1575–1580).

### Gesammelte Werke. Band XII = Dzieła. Tom IV
| Psychologie und Alchemie. ([1944], 1972, 1976, 1980, 1987, 1990) ISBN 3-530-40712-7. | Psychologie und Alchemie. ([1944], 1972, 1976, 1980, 1987, 1990) ISBN 3-530-40712-7. | Psychologia a alchemia. Przeł. Robert Reszke. Warszawa: Wydawnictwo Wrota, 1999. ISBN 83-909527-6-9. Wyd. 2: Warszawa: Wydawnictwo KR, 2009. ISBN 83-89158-89-2. Wyd. 3: Warszawa: Wydawnictwo KR, 2016. ISBN 978-83-943504-1-3. | Psychologia a alchemia. Przeł. Robert Reszke. Warszawa: Wydawnictwo Wrota, 1999. ISBN 83-909527-6-9. Wyd. 2: Warszawa: Wydawnictwo KR, 2009. ISBN 83-89158-89-2. Wyd. 3: Warszawa: Wydawnictwo KR, 2016. ISBN 978-83-943504-1-3. |
| ------------------------------------------------------------------------------------ | ------------------------------------------------------------------------------------ | --- | --- |
|                                                                                      | Vorwort der Herausgeber. (1971)                                                      | | Przedmowa wydawców. (1971). S. 7–8. |
|                                                                                      | Vorwort. (1943)                                                                      | | Przedmowa. (1943). S. 9–10. § --- |
|                                                                                      | Vorwort zu zweiten Auflage. (1951)                                                   | | Przedmowa do wydania 2. (1951). S. 11. § --- |
| I.                                                                                   | Einleitung in die religionspsychologische Problematik der Alchemie.                  | I. | Wprowadzenie do psychologiczno-religijnej problematyki alchemii. S. 12–50. § 1–43. |
| II.                                                                                  | Traumsymbole des Individuationsprozesses. (1936)                                     | II. | Symbole senne procesu indywiduacji. (1936). S. 52–259. § 44–331. |
| III.                                                                                 | Die Erlösungsvorstellungen in der Alchemie. (1937)                                   | III. | Soteriologiczne wyobrażenia w alchemii. (1937). S. 260–529. § 332–554. |
| IV.                                                                                  | Epilog.                                                                              | IV. | Epilog. S. 530–540. § 555–540. |

Uwaga: Ang. wyd. CW XII (od 2 wyd. w 1968 r.) dodatkowo zawiera (str. v): „Prefatory Note to the English Edition [of Psychology and Alchemy.]” (nie dat.)

### Gesammelte Werke. Band XIII.
| Studien über alchemistische Vorstellungen. (1978, 1988) ISBN 3-530-40713-5. | Studien über alchemistische Vorstellungen. (1978, 1988) ISBN 3-530-40713-5. |      | |
| --------------------------------------------------------------------------- | --------------------------------------------------------------------------- | ---- | --- |
| I.                                                                          | Kommentar zu „Das Geheimnis der goldenen Blüte”. (1929, 1965) § 1–84.       | I.   | Komentarz do „Sekretu złotego kwiatu”. Przeł. W. Chełmiński. W: C. G. Jung: Podróż na Wschód. (1992). S. 37–75. |
| II.                                                                         | Die Visionen des Zosimos. (1938, 1954) § 85–144.                            | II.  | |
| III.                                                                        | Paracelsus als geistige Erscheinung. (1942) § 145–238.                      | III. | |
| IV.                                                                         | Der Geist Mercurius. (1943, 1948) § 239–303.                                | IV.  | Duch Merkuriusz. Przeł. J. Prokopiuk. W: C. G. Jung: Rebis, czyli kamień filozofów. (1989). S. 289–351.         |
| V.                                                                          | Der philosophische Baum. (1945, 1954) § 304–482.                            | V.   | |

Uwaga: Ang. wyd. CW XIII dodatkowo zawiera (po § 84, s. 56 + 10 stron ilustracji): „Examples of European Mandalas.” (1929)

### Gesammelte Werke. Band XIV = Dzieła. Tom V
| Mysterium Coniunctionis. Untersuchungen über die Trennung und Zusammensetzung der seelischen Gegensätze in der Alchemie. Unter Mitarbeit von Marie-Louise von Franz. ([1955–1956]; 1968, 1978, 1984, 1990) ISBN 3-530-40714-3. | Mysterium Coniunctionis. Untersuchungen über die Trennung und Zusammensetzung der seelischen Gegensätze in der Alchemie. Unter Mitarbeit von Marie-Louise von Franz. ([1955–1956]; 1968, 1978, 1984, 1990) ISBN 3-530-40714-3. | Mysterium coniunctionis. Studia o dzieleniu i łączeniu przeciwieństw psychicznych w alchemii. Przeł. Robert Reszke. Warszawa: Wydawnictwo KR, 2002. ISBN 83-86989-98-X. Wyd. 2: Warszawa: Wydawnictwo KR, 2011. ISBN 978-83-89158-83-3 Wyd. 3: Warszawa: Wydawnictwo KR, 2017. ISBN 978-83-94350-46-8. | Mysterium coniunctionis. Studia o dzieleniu i łączeniu przeciwieństw psychicznych w alchemii. Przeł. Robert Reszke. Warszawa: Wydawnictwo KR, 2002. ISBN 83-86989-98-X. Wyd. 2: Warszawa: Wydawnictwo KR, 2011. ISBN 978-83-89158-83-3 Wyd. 3: Warszawa: Wydawnictwo KR, 2017. ISBN 978-83-94350-46-8. |
| --- | --- | --- | --- |
| | Vorwort der Herausgeber. (1968) | | Przedmowa wydawców. (1968). S. 9–10. |
| | Vorwort der Herausgeber. (1983) | | Przedmowa wydawców. (1983). S. 10. |
| | Vorwort. (1954) | | Przedmowa. (1954). S. 11–18. § --- |
| I. Halbband. | I. Halbband. | Część pierwsza. | Część pierwsza. |
| I. | Die Komponenten der Coniunctio. | I. | Składniki coniunctio. S. 19–66. § 1–34. |
| II. | Die Paradoxa. | II. | Paradoksy. S. 67–123. § 35–100. [Podrozdz. pt. Enigma Bolognese opublik. w 1945 r.] |
| III. | Die Personifikationen der Gegensätze. | III. | Personifikacje przeciwieństw. S. 125–320. § 101–340. [Podrozdz. pt. Sulphur opublik w 1949 r.] |
| II. Halbband. | II. Halbband. | Część druga. | Część druga. |
| IV. | Rex und Regina. | IV. | Rex i Regina. S. 323–467. § 1–208. |
| V. | Adam und Eva. | V. | Adam i Ewa. S. 469–557. § 209–319. |
| VI. | Die Konjunktion. | VI. | Koniunkcja. S. 559–669. § 320–444. |
| VII. | Nachwort. | VII. | Posłowie. S. 671–673. § 445–673. |
| III. Halbband. Ergänzungsband. | | | |
| Aurora consurgens. Ein dem Thomas von Aquin zugeschriebenes Dokument der alchemistischen Gegensatzproblematik. Hg., kommentiert von Marie-Louise von Franz. ([1957], 1973) ISBN 3-530-40799-2.                                 | | | |
| | Vorwort von Dr. M. – L. von Franz. | | |
| I. | Einordnung des Textes. | | |
| II. | Aurora Consurgens. / Der Text. | | |
| III. | Kommentär. | | |
| IV. | Ist Thomas von Aquin der Verfasser der Aurora Consurgens? | | |
| | Anhang. [Ergänzungen zum Apparat. Autoren- und Textregister. / Sachregister.] | | |

### Gesammelte Werke. Band XV = Dzieła. Tom XII
| Über das Phänomen des Geistes in Kunst und Wissenschaft. (1971, 1972, 1979, 1984, 1990) ISBN 3-530-40715-1. | Über das Phänomen des Geistes in Kunst und Wissenschaft. (1971, 1972, 1979, 1984, 1990) ISBN 3-530-40715-1. | O zjawisku ducha w sztuce i nauce. Przeł. Robert Reszke. Warszawa: Wydawnictwo KR, 2011. ISBN 978-83-89158-61-1. | O zjawisku ducha w sztuce i nauce. Przeł. Robert Reszke. Warszawa: Wydawnictwo KR, 2011. ISBN 978-83-89158-61-1.                                                                              |
| --- | --- | --- | --- |
| | Vorwort der Herausgeber. (1970)                                                                             | | Przedmowa wydawców. (1970). S. 7–8. |
| I. | Paracelsus. (1929, 1934)                                                                                    | I. | Paracelsus. (1929, 1934). S. 13–23. § 1–17. |
| II. | Paracelsus als Arzt. (1941, 1942)                                                                           | II. | Paracelsus jako lekarz. (1941, 1942). S. 29–50. § 18–43. |
| III. | Sigmund Freud als kulturhistorische Erscheinung. (1932, 1934)                                               | III. | Sigmund Freud jako zjawisko kulturowo-historyczne. (1932, 1934). S. 55–64. § 44–59. |
| IV. | Sigmund Freud. Ein Nachruf. (1939)                                                                          | IV. | Sigmund Freud. (1939). S. 69–79. § 60–73. |
| V. | Zum Gedächtnis Richard Wilhelms. (1930, 1938)                                                               | V. | Pamięci Richarda Wilhelma. (1930, 1938). S. 85–95. § 74–96. |
| VI. | Über die Beziehung der Analytischen Psychologie zum dichterischen Kunstwerk. (1922, 1931)                   | VI. | O stosunku psychologii analitycznej do dzieła poetyckiego. (1922, 1931). S. 101–124. § 97–132.                                                                                                |
| VII. | – Vorrede. Psychologie und Dichtung. (1930, 1950)                                                           | VII. | – Przedmowa. S. 129–131. § --- Psychologia i literatura. (1930, 1950). S. 133–157. § 133–162.                                                                                                 |
| VIII. | – Vorbemerkung. „Ulysses”. Ein Monolog. (1932, 1934) – Anhang.                                              | VIII. | – Uwaga wstępna autora. S. 163. § --- „Ulisses”. Monolog. (1932, 1934). S. 165–193. § 163–203. – Apendyks. S. 197–200. § --- [Zawiera m.in. list C. G. Junga do Jamesa Joyce’a z 27.11.1932]. |
| IX. | Picasso. (1932, 1934)                                                                                       | IX. | Picasso. (1932, 1934). S. 205–212. § 204–214. |

### Gesammelte Werke. Band XVI = Dzieła. Tom VII
| Praxis der Psychotherapie. (1958, 1976, 1979, 1984, 1991) ISBN 3-530-40716-X. | Praxis der Psychotherapie. (1958, 1976, 1979, 1984, 1991) ISBN 3-530-40716-X. | Praktyka psychoterapii. Przeł. Robert Reszke. Warszawa: Wydawnictwo KR, 2007. ISBN 978-83-89158-53-6. Wyd. 2: Warszawa: Wydawnictwo KR, 2010. ISBN 978-83-89158-71-0. | Praktyka psychoterapii. Przeł. Robert Reszke. Warszawa: Wydawnictwo KR, 2007. ISBN 978-83-89158-53-6. Wyd. 2: Warszawa: Wydawnictwo KR, 2010. ISBN 978-83-89158-71-0. |
| ----------------------------------------------------------------------------- | ----------------------------------------------------------------------------- | --- | --- |
|                                                                               | Geleitwort des Autors. (1958)                                                 | | Przedmowa Autora. (1958). S. 7–8. § --- |
| Erster Teil: Allgemeine Probleme der Psychotherapie.                          | Erster Teil: Allgemeine Probleme der Psychotherapie.                          | Część I: Ogólne problemy psychoterapii. | Część I: Ogólne problemy psychoterapii. |
| I.                                                                            | Grundsätzliches zur praktischen Psychotherapie. (1935)                        | I. | Zasadnicze kwestie psychoterapii praktycznej. (1935). S. 12–29. § 1–27.                                                                                               |
| II.                                                                           | Was ist Psychotherpie? (1935)                                                 | II. | Czym jest psychoterapia? (1935). S. 31–38. § 28–45. |
| III.                                                                          | Einige Aspekte der modernen Psychotherapie. (1930)                            | III. | Kilka aspektów psychoterapii współczesnej. (1930 ang.). S. 39–45. § 46–65.                                                                                            |
| IV.                                                                           | Ziele der Psychotherapie. (1929, 1931)                                        | IV. | Cele psychoterapii. (1929, 1931). S. 47–64. § 66–113. |
| V.                                                                            | Die Probleme der modernen Psychotherapie. (1929, 1931)                        | V. | Problemy psychoterapii współczesnej. (1929, 1931). S. 65–87. § 114–174.                                                                                               |
| VI.                                                                           | Psychotherapie und Weltanschauung. (1943, 1946)                               | VI. | Psychoterapia a światopogląd. (1943, 1946). S. 89–96. § 175–191. |
| VII.                                                                          | Medizin und Psychotherapie. (1945)                                            | VII. | Medycyna a psychoterapia. (1945). S. 97–105. § 192–211. |
| VIII.                                                                         | Die Psychotherapie in der Gegenwart. (1945, 1946)                             | VIII. | Psychoterapia dzisiaj. (1945, 1946). S. 107–123. § 212–229. |
| IX.                                                                           | Grundfragen der Psychotherapie. (1951)                                        | IX. | Zasadnicze problemy psychoterapii. (1951). S. 125–139. § 230–254. |
| Zweiter Teil: Spezielle Probleme der Psychotherapie.                          | Zweiter Teil: Spezielle Probleme der Psychotherapie.                          | Część II: Specjalne problemy psychoterapii. | Część II: Specjalne problemy psychoterapii. |
| X.                                                                            | Die therapeutische Wert des Abreagierens. (1921)                              | X. | Terapeutyczna wartość odreagowania. (1921 ang.). S. 143–153. § 255–293.                                                                                               |
| XI.                                                                           | Die praktische Verwendbarkeit der Traumanalyse. (1934)                        | XI. | Praktyczne zastosowanie analizy snów. (1934). S. 155–177. § 294–352.                                                                                                  |
| XII.                                                                          | – Vorwort. (1945) Die Psychologie der Übertragung. (1946)                     | XII. | – Przedmowa. (1945) S. 181–184. § --- Psychologia przeniesienia. (1946). S. 185–363. § 353–539.                                                                       |

Uwaga: Ang. wyd. CW XVI (od 2 wyd. w 1966 r.) dodatkowo zawiera Dodatek (Appendix): „The Realities of Practical Psychotherapy.” (§ 540–564) [wykład z 28.05.1937.]

### Gesammelte Werke. Band XVII = Dzieła. Tom IX
| Über die Entwicklung der Persönlichkeit. (1972, 1977, 1978, 1982, 1985, 1988) ISBN 3-530-40717-8. | Über die Entwicklung der Persönlichkeit. (1972, 1977, 1978, 1982, 1985, 1988) ISBN 3-530-40717-8.                                                        | O rozwoju osobowości. Przeł. Robert Reszke. Warszawa: Wydawnictwo KR, 2009. ISBN 83-89158-93-0. Wyd. 2: Warszawa: Wydawnictwo KR, 2015. ISBN 978-83-937178-7-3. | O rozwoju osobowości. Przeł. Robert Reszke. Warszawa: Wydawnictwo KR, 2009. ISBN 83-89158-93-0. Wyd. 2: Warszawa: Wydawnictwo KR, 2015. ISBN 978-83-937178-7-3.                                                        |
| ------------------------------------------------------------------------------------------------- | --- | --- | --- |
|                                                                                                   | Vorwort der Herausgeber. (1972) | | Przedmowa wydawców. (1972). S. 7–8. |
| I.                                                                                                | – Vorwort zur 2. Auflage. (1913) – Vorwort zur 3. Auflage. (1938) – Vorwort zur 4. Auflage. (1945) Über die Konflikte der kindlichen Seele. (1910, 1946) | I. | – Przedmowa do wydania II. (1913). S. 11–13. § --- – Przedmowa do wydania III. (1938). S. 15–16. § --- – Przedmowa do wydania IV. (1945). S. 17. § --- O konfliktach duszy dziecięcej. (1910, 1946). S. 19–47. § 1–79. |
| II.                                                                                               | Einführung zu F. G. Wickes: „Analyse der Kindesseele”. (1931)                                                                                            | II. | Wprowadzenie do: F. G. Wickes: „Analyse der Kindesseele”. (1931). S. 51–57. § 80–97. |
| III.                                                                                              | Die Bedeutung der Psychologie für die Erziehung. ([1923], 1928)                                                                                          | III. | Znaczenie psychologii analitycznej dla wychowania. ([Wygł. po ang. w 1923 r.], 1928 ang.). S. 61–75. § 98–126. |
| IV.                                                                                               | – Vorwort zur 3. Auflage. (1945) Analytische Psychologie und Erziehung. (1926, 1946)                                                                     | IV. | – Przedmowa do wydania III. (1945) S. 79. § --- Psychologia analityczna a wychowanie. (1926, 1946). S. 81–150. § 127–229.                                                                                              |
| V.                                                                                                | Der Begabte. (1943, 1946) | V. | Utalentowany. (1943, 1946). S. 153–163. § 230–252. |
| VI.                                                                                               | Die Bedeutung des Unbewussten für die individuelle Erziehung. ([1925], 1928)                                                                             | VI. | Znaczenie nieświadomości dla wychowania indywiduum. ([Wygł. w 1925 r.], 1928 ang.). S. 167–182. § 253–283. |
| VII.                                                                                              | Vom Werden der Persönlichkeit. (1934) | VII. | O rozwoju osobowości. (1934). S. 185–204. § 284–323. |
| VIII.                                                                                             | Die Ehe als psychologische Beziehung. (1925, 1931) | VIII. | Małżeństwo jako związek psychologiczny. (1925, 1931). S. 207–219. § 324–345. |

### Gesammelte Werke. Band XVIII/1 = Dzieła. Tom VIII
| Das symbolische Leben. Verschiedene Schriften. (1981) ISBN 3-530-40718-6.          | Das symbolische Leben. Verschiedene Schriften. (1981) ISBN 3-530-40718-6.                                                           | Życie symboliczne. Przeł. Robert Reszke. Warszawa: Wydawnictwo KR, 2007. ISBN 978-83-89158-54-3. Wyd. 2: Warszawa: Wydawnictwo KR, 2010. ISBN 83-89158-760. Wyd. 3: Warszawa: Wydawnictwo KR, 2015. ISBN 978-83-93717-88-0. | Życie symboliczne. Przeł. Robert Reszke. Warszawa: Wydawnictwo KR, 2007. ISBN 978-83-89158-54-3. Wyd. 2: Warszawa: Wydawnictwo KR, 2010. ISBN 83-89158-760. Wyd. 3: Warszawa: Wydawnictwo KR, 2015. ISBN 978-83-93717-88-0.         |
| ---------------------------------------------------------------------------------- | --- | --- | --- |
|                                                                                    | Vorwort der Herausgeber. (1980) | | Przedmowa wydawców. (1980). S. 7–9. |
| I.                                                                                 | I. | I. | I. |
| 1.                                                                                 | Über Grundlagen der analytischen Psychologie. Die Tavistock Lectures. (1935)                                                        | 1. | Podstawy psychologii analitycznej. Wykłady tavistockie. (Wygł. w 1935 r. po ang.). S. 11–205. § 1–415. |
| II.                                                                                | II. | II. | II. |
| 2.                                                                                 | Symbole und die Traumdeutung. ([1961], 1964, 1968)                                                                                  | 2. | Symbole i objaśnianie marzeń sennych. ([Napisane w 1961 r. po ang.], 1964 ang., 1968). S. 207–291. § 416–607. |
| III.                                                                               | III. | III. | III. |
| 3.                                                                                 | Das symbolische Leben. Seminar, Guild of Pastoral Psychology. ([1939], 1954)                                                        | 3. | Życie symboliczne. ([Wygł. w 1939 r. po ang.], 1954 ang.). S. 293–320. § 608–696. |
| IV. Über Okkultismus. (Ergänzungen zu Gesammelte Werke I).                         | IV. Über Okkultismus. (Ergänzungen zu Gesammelte Werke I).                                                                          | IV. O okultyzmie. (Do Gesammelte Werke I). | IV. O okultyzmie. (Do Gesammelte Werke I). |
| 4.                                                                                 | Über spiritistische Erscheinungen. (1905)                                                                                           | 4. | O zjawiskach spirytystycznych. (1905). S. 323–339. § 697–740. |
| 5.                                                                                 | Vorrede zu Jung: „Phénomènes occultes”. (1938)                                                                                      | 5. | Przedmowa do: Carl Gustav Jung: „Phénomènes occultes”. (Nap. 1938, opublik. 1939). S. 341–343. § 741–745. |
| 6.                                                                                 | Psychologie und Spiritismus. (1948)                                                                                                 | 6. | Psychologia a spirytyzm. (1948). S. 345–350. § 746–756. |
| 7.                                                                                 | Vorrede und Beitrag zu Moser: „Spuk: Irrglaube oder Wahrglaube?” (1950) – Jungs Beitrag. – Kommentar der Herausgeberin Fanny Moser. | 7. | Przedmowa i przyczynek do: Fanny Moser: „Spuk: Irrglaube oder Wahrglaube?” (1950). S. 351–362. § 757–763. – Przypadek prof. Carla Gustava Junga (Zurych). S. 354–361. § 764–781. – Komentarz wydawcy Fanny Moser. S. 361–362. § --- |
| 8.                                                                                 | Vorwort zu Jaffé: „Geistererscheinungen und Vorzeichen. Eine psychologische Deutung”. (1957)                                        | 8. | Przedmowa do: Aniela Jaffé: „Geistererscheinungen und Vorzeichen. Eine psychologische Deutung.” (Nap. 1957, opublik. 1958). S. 363–365. § 782–789.                                                                                  |
| V. Die Psychogenese der Geisteskrankheiten. (Ergänzungen zu Gesammelte Werke III). | V. Die Psychogenese der Geisteskrankheiten. (Ergänzungen zu Gesammelte Werke III).                                                  | V. Psychogeneza chorób psychicznych. (Do Gesammelte Werke III). | V. Psychogeneza chorób psychicznych. (Do Gesammelte Werke III). |
| 9.                                                                                 | Der gegenwärtige Stand der angewandten Psychologie in den einzelnen Kulturländern. (1908)                                           | 9. | Aktualny stan psychologii stosowanej w różnych krajach. (1908). S. 369–370. § 790–793. |
| 10.                                                                                | Über Dementia praecox. (1908) | 10. | O dementia praecox. (Wygł. 1908, opublik. 1910). S. 371. § 794. |
| 11.                                                                                | Besprechung von Sadger: „Konrad Ferdinand Meyer”. (1909)                                                                            | 11. | Omówienie: Isidor Sadger: „Konrad Ferdinand Meyer. Eine pathographisch – psychologische Studie.” (1909). S. 373–375. § 795–796. |
| 12.                                                                                | Besprechung von Waldstein: „Das unbewußte Ich und sein Verhältnis zur Gesundheit und Erziehung”. (1909)                             | 12. | Omówienie: Louis Waldstein: „Das unbewusste Ich und sein Verhältnis zur Gesundheit und Erziehung.” (1909). S. 377–380. § 797–799.                                                                                                   |
| 13.                                                                                | Blick in die Verbrecherseele. (1932, 1933)                                                                                          | 13. | Wejrzenie w duszę zbrodniarza. (1932 ang., 1933). S. 381–384. § 800–821. |
| 14.                                                                                | Zur Frage der ärztlichen Intervention. (1950)                                                                                       | 14. | W kwestii interwencji lekarskiej. (1950). S. 385–386. § 822–825. |
| 15.                                                                                | Vorrede zu Custance: „Wisdom, Madness and Folly”. (1951)                                                                            | 15. | Przedmowa do: John Custance: „Wisdom, Madness and Folly.” (Nap. 1951, opublik. 1954). S. 387–390. § 826–831. |
| 16.                                                                                | Vorwort zu Perry: „The Self in Psychotic Process, its Symbolization in Schizophrenia”. (1953)                                       | 16. | Przedmowa do: John Weir Perry: „The Self in Psychotic Process.” (1953). S. 391–394. § 832–838. |
| 17.                                                                                | Geleitwort zu Schmaltz: „Komplexe Psychologie und körperliches Symptom”. (1955)                                                     | 17. | Przedmowa do: Schmaltz: „Komplexe Psychologie und körperliches Symptom.” (1955). S. 395–396. § 839–840. |
| VI. Freud und die Psychoanalyse. (Ergänzungen zu Gesammelte Werke IV).             | VI. Freud und die Psychoanalyse. (Ergänzungen zu Gesammelte Werke IV).                                                              | VI. Freud i psychoanaliza. (Do Gesammelte Werke IV). | VI. Freud i psychoanaliza. (Do Gesammelte Werke IV). |
| 18.                                                                                | Vortragsmanuskript: Sigmund Freud: „Über den Traum”. (1901)                                                                         | 18. | Sigmund Freud: „Über den Traum.” (1901). S. 399–407. § 841–870. |
| 19.                                                                                | Besprechung von Hellpach: „Grundlinien einer Psychologie der Hysterie”. (1905)                                                      | 19. | Omówienie: Willy Hellpach: „Grundlinien einer Psychologie der Hysterie.” (1905). S. 409–413. § 871–883. |
| 20.                                                                                | Besprechungen von psychiatrischer Literatur. (1906–1910)                                                                            | 20. | Recenzje literatury psychiatrycznej. (1906–1910). S. 415–430. § 884–921. |
| 21.                                                                                | Über die Bedeutung der Lehre Freuds für Neurologie und Psychiatrie. (1907)                                                          | 21. | O znaczeniu teorii Freuda dla neurologii i psychiatrii. (Wygł. w 1907, opublik. 1908). S. 431–432. § 922. |
| 22.                                                                                | Besprechung von Stekel: „Nervöse Angstzustände und ihre Behandlung”. (1908)                                                         | 22. | Wilhelm Stekel: „Nervöse Angstzustände und ihre Behandlung.” (1908). S. 433–434. § 923–924. |
| 23.                                                                                | Vorbemerkung der Redaktion im „Jahrbuch”. (1909)                                                                                    | 23. | Przedmowa redakcji. (1909). S. 435. § 925. |
| 24.                                                                                | Randbemerkungen zu Wittels: „Die sexuelle Not”. (1910)                                                                              | 24. | Uwagi na temat: Fritz Wittels: „Die sexuelle Not.” (1910). S. 437–440. § 926–931. |
| 25.                                                                                | Besprechung von Wulffen: „Der Sexualverbrecher. Ein Handbuch für Juristen, Verwaltungsbeamte und Ärzte”. (1910)                     | 25. | Omówienie: Erich Wulffen: „Der Sexualverbrecher.” (1910). S. 441. § 932–933. |
| 26.                                                                                | Referate über psychologische Arbeiten schweizerischer Autoren. (1910)                                                               | 26. | Omówienie prac psychologicznych autorów szwajcarskich (do końca 1909 roku). (1910). S. 443–467. § 934–1025. |
| 27.                                                                                | Besprechung von Hitschmann: „Freuds Neurosenlehre”. (1911)                                                                          | 27. | Omówienie: Eduard Hitschmann: „Freuds Neurosenlehre.” (1911). S. 469. § 1026. |
| 28.                                                                                | Jahresbericht des Präsidenten der Internationalen Psychoanalytischen Vereinigung. (1911)                                            | 28. | Doroczne sprawozdanie przewodniczącego Internationale Psychoanalytische Vereinigung z lat 1910–1911. (1911). S. 471–474. § 1027–1033.                                                                                               |
| 29.                                                                                | Zwei Briefe über Psychoanalyse. (1912)                                                                                              | 29. | Dwa listy o psychoanalizie. (10.01.1912, 17.01.1912). S. 475–478. § 1034–1040. |
| 30.                                                                                | Über die psychoanalytische Behandlung nervöser Leiden. (1912)                                                                       | 30. | O psychoanalitycznej terapii cierpień nerwowych. (1912). S. 479–481. § 1041–1054. |
| 31.                                                                                | Eine Bemerkung zur Tauskschen Kritik der Nelkenschen Arbeit. (1913)                                                                 | 31. | Uwaga do krytyki Victora Tauska pracy Jana Nelkena. (1913). S. 483–487. § 1055–1064. |
| 32.                                                                                | Antworten auf Fragen über Freud. (1953)                                                                                             | 32. | Odpowiedzi na pytania o Freuda. (7.08.1953, ang.). S. 490–491. § 1065–1076. |

### Gesammelte Werke. Band XVIII/2.
| Das symbolische Leben. Verschiedene Schriften. (1981) ISBN 3-530-40718-6.                           | Das symbolische Leben. Verschiedene Schriften. (1981) ISBN 3-530-40718-6.                                                             |       | |
| --------------------------------------------------------------------------------------------------- | --- | ----- | --- |
| VII. Über Symbolik. (Ergänzungen zu Gesammelte Werke V).                                            | VII. Über Symbolik. (Ergänzungen zu Gesammelte Werke V).                                                                              | VII.  | VII. |
| 33.                                                                                                 | Über Ambivalenz. (1910) § 1077–1081.                                                                                                  | 33.   | |
| 34.                                                                                                 | Beiträge zur Symbolik. (1911) § 1082–1083.                                                                                            | 34.   | |
| VIII. Zwei Schriften über analytische Psychologie. (Ergänzungen zu Gesammelte Werke VII).           | VIII. Zwei Schriften über analytische Psychologie. (Ergänzungen zu Gesammelte Werke VII).                                             | VIII. | VIII. |
| 35.                                                                                                 | Anpassung, Individuation und Kollektivität. (1916) § 1084–1106.                                                                       | 35.   | |
| 36.                                                                                                 | Vorwort zur ungarischen Ausgabe von Jung: „Über die Psychologie des Unbewußten”. (1944) § 1107–1109.                                  | 36.   | |
| IX. Die Dynamik des Unbewussten. (Ergänzungen zu Gesammelte Werke VIII).                            | IX. Die Dynamik des Unbewussten. (Ergänzungen zu Gesammelte Werke VIII).                                                              | IX.   | IX. |
| 37.                                                                                                 | Vorworte zu Jung: „Über psychische Energetik und das Wesen der Träume”. (1928, 1947) § 1110–1112.                                     | 37.   | |
| 38.                                                                                                 | Über Halluzination. (1933) § 1113–1114.                                                                                               | 38.   | |
| 39.                                                                                                 | Geleitwort zu Schleich: „Die Wunder der Seele”. (1934) § 1115–1120.                                                                   | 39.   | |
| 40.                                                                                                 | Geleitwort zu Jacobi: „Die Psychologie von C. G. Jung”. (1939) § 1121–1123.                                                           | 40.   | Przedmowa do: J. Jacobi: „Psychologia C. G. Junga.” W: J. Jacobi: Psychologia C. G. Junga. Przeł. S. Łypacewicz. Wyd. 2, uzup.: Warszawa: Wyd. Wodnika, 1993. S. 11–12. |
| 41.                                                                                                 | Vorwort zur spanischen Ausgabe [von Jacobi: „Die Psychologie von C. G. Jung“]. (1947) § 1124.                                         | 41.   | |
| 42.                                                                                                 | Vorwort zu Harding: „Psychic Energy”. (1947) § 1125–1128.                                                                             | 42.   | |
| 43.                                                                                                 | Rede anläßlich der Gründungssitzung des C. G. Jung-Institutes Zürich. (1948) § 1129–1141.                                             | 43.   | |
| 44.                                                                                                 | Lexikonartikel: Tiefenpsychologie. (1948) § 1142–1162.                                                                                | 44.   | |
| 45.                                                                                                 | Geleitwort zu den „Studien aus dem C. G. Jung-Institut Zürich”. (1948) § 1163–1164.                                                   | 45.   | |
| 46.                                                                                                 | Vorwort zu Frieda Fordham: „Introduction to Jung’s Psychology”. (1952) § 1165–1167.                                                   | 46.   | |
| 47.                                                                                                 | Vorwort zu Michael Fordham: „New Developments in Analytical Psychology”. (1957) § 1168–1173.                                          | 47.   | |
| 48.                                                                                                 | Ein astrologisches Experiment. (1958) § 1174–1192.                                                                                    | 48.   | |
| 49.                                                                                                 | Briefe über Synchronizität (1950–1955): § 1193–1212. – An Markus Fierz. (1950) – An Markus Fierz. (1954) – An Michael Fordham. (1955) | 49.   | |
| 50.                                                                                                 | Die Zukunft der Parapsychologie. (1960) § 1213–1222.                                                                                  | 50.   | |
| X. Die Archetypen und das kollektive Unbewusste. (Ergänzungen zu Gesammelte Werke IX).              | X. Die Archetypen und das kollektive Unbewusste. (Ergänzungen zu Gesammelte Werke IX).                                                | X.    | X. |
| 51.                                                                                                 | Die Hypothese des kollektiven Unbewußten. (1932) § 1223–1225.                                                                         | 51.   | |
| 52.                                                                                                 | Geleitwort zu Adler: „Entdeckung der Seele”. (1933) § 1226–1227.                                                                      | 52.   | |
| 53.                                                                                                 | Geleitwort zu Harding: „Frauen-Mysterien”. (1948) § 1228–1233.                                                                        | 53.   | |
| 54.                                                                                                 | Vorwort zu Erich Neumann: „Ursprungsgeschichte des Bewußtseins”. (1949) § 1234–1237.                                                  | 54.   | |
| 55.                                                                                                 | Vorwort zu Adler: „Zur analytischen Psychologie”. (1949) § 1238–1244.                                                                 | 55.   | |
| 56.                                                                                                 | Vorwort zu Jung: „Gestaltungen des Unbewußten”. (1949) § 1245–1247.                                                                   | 56.   | |
| 57.                                                                                                 | Vorwort zu Wickes: „Von der inneren Welt des Menschen”. (1953) § 1248–1249.                                                           | 57.   | |
| 58.                                                                                                 | Vorrede zu Jung: „Von den Wurzeln des Bewußtseins”. (1953) § 1250–1251.                                                               | 58.   | |
| 59.                                                                                                 | Vorwort zu van Helsdingen: „Beelden uit het onbewuste”. (1954) § 1252–1255.                                                           | 59.   | |
| 60.                                                                                                 | Vorwort zu Jacobi: „Komplex, Archetypus, Symbol in der Psychologie C. G. Jungs”. (1956) § 1256–1258.                                  | 60.   | |
| 61.                                                                                                 | Vorwort zu Bertine: „Menschliche Beziehungen”. (1956) § 1259–1263.                                                                    | 61.   | |
| 62.                                                                                                 | Vorwort zu de Laszlo: „Psyche und Symbol”. (1957) § 1264–1275.                                                                        | 62.   | |
| 63.                                                                                                 | Vorwort zu Brunner: „Die Anima als Schicksalsproblem des Mannes”. (1959) § 1276–1283.                                                 | 63.   | |
| XI. Zivilisation im Übergang. (Ergänzungen zu Gesammelte Werke X).                                  | XI. Zivilisation im Übergang. (Ergänzungen zu Gesammelte Werke X).                                                                    | XI.   | XI. |
| 64.                                                                                                 | Bericht über Amerika. (1910) § 1284.                                                                                                  | 64.   | |
| 65.                                                                                                 | Zur Psychologie des Negers. (1910) § 1285.                                                                                            | 65.   | |
| 66.                                                                                                 | Radiogespräch München. (1930) § 1286–1291.                                                                                            | 66.   | |
| 67.                                                                                                 | Vorworte zu Jung: „Seelenprobleme der Gegenwart”. (1930, 1932, 1959) § 1292–1295.                                                     | 67.   | |
| 68.                                                                                                 | Vorwort zu Aldrich: „The Primitive Mind and Modern Civilization”. (1931) § 1296–1299.                                                 | 68.   | |
| 69.                                                                                                 | Pressemitteilung beim Besuch der Vereinigten Staaten. (1936) § 1300–1304.                                                             | 69.   | |
| 70.                                                                                                 | Psychologie und nationale Probleme. (1936) § 1305–1342.                                                                               | 70.   | |
| 71.                                                                                                 | Rückkehr zum einfachen Leben. (1941) § 1343–1356.                                                                                     | 71.   | |
| 72.                                                                                                 | Epilog zu Jung: „L‘Homme à la découverte de son âme”. (1944) § 1357–1359.                                                             | 72.   | |
| 73.                                                                                                 | Randglossen zur Zeitgeschichte. (1945) § 1360–1383.                                                                                   | 73.   | |
| 74.                                                                                                 | Antworten an Mishmar über Adolf Hitler. (1945) § 1384–1387.                                                                           | 74.   | |
| 75.                                                                                                 | Techniken für einen dem Weltfrieden dienlichen Einstellungswandel. Memorandum für die UNESCO. (1947/48) § 1388–1402.                  | 75.   | |
| 76.                                                                                                 | Die Wirkung der Technik auf das seelisch-geistige Leben. (1948) § 1403–1407.                                                          | 76.   | |
| 77.                                                                                                 | Geleitwort zu Erich Neumann: „Depth Psychology and a New Ethic”. (1949) § 1408–1420.                                                  | 77.   | |
| 78.                                                                                                 | Vorwort zu Baynes: „Analytical Psychology and the English Mind”. (1950) § 1421–1427.                                                  | 78.   | |
| 79.                                                                                                 | Lebensregeln. (1954) § 1428–1430. § 1428–1430.                                                                                        | 79.   | |
| 80.                                                                                                 | Über Flying Saucers. (1954) § 1431–1444.                                                                                              | 80.   | |
| 81.                                                                                                 | An die United Press International. (1958) § 1445–1446.                                                                                | 81.   | |
| 82.                                                                                                 | Brief an Keyhoe. (1958) § 1447–1451.                                                                                                  | 82.   | |
| 83.                                                                                                 | Die menschliche Natur ist idealistischen Ratschlägen nicht leicht zugänglich. (1955) § 1452–1455.                                     | 83.   | |
| 84.                                                                                                 | Das geistige Europa und die ungarische Revolution. (1956) § 1456–1457.                                                                | 84.   | |
| 85.                                                                                                 | Über Psychodiagnose. (1958) § 1458–1460.                                                                                              | 85.   | |
| 86.                                                                                                 | Wenn Christus heute auf Erden wandelte. (1958) § 1461.                                                                                | 86.   | |
| 87.                                                                                                 | Vorwort zu: „Hugh Crichton-Miller, 1877–1959”. (1960) § 1462–1465.                                                                    | 87.   | |
| XII. Psychologie und Religion. (Ergänzungen zu Gesammelte Werke XI).                                | XII. Psychologie und Religion. (Ergänzungen zu Gesammelte Werke XI).                                                                  | XII.  | XII. |
| 88.                                                                                                 | Warum adoptiere ich nicht die «katholische Wahrheit»? (1944) § 1466–1472.                                                             | 88.   | |
| 89.                                                                                                 | Lexikonartikel: Dämonie. (1945) § 1473–1474.                                                                                          | 89.   | |
| 90.                                                                                                 | Vorwort zu Jung: „Symbolik des Geistes”. (1947) § 1475–1477.                                                                          | 90.   | |
| 91.                                                                                                 | Vorwort zu Quispel: „Tragic Christianity”. (1949) § 1478–1482.                                                                        | 91.   | |
| 92.                                                                                                 | Geleitwort zu Abegg: „Ostasien denkt anders”. (1949) § 1483–1485.                                                                     | 92.   | |
| 93.                                                                                                 | Vorrede zu Allenby: „A Psychological Study of the Origins of Monotheism”. (1950) § 1486–1496.                                         | 93.   | |
| 94.                                                                                                 | Das Fastenwunder des Bruder Klaus. (1951) § 1497–1498.                                                                                | 94.   | |
| 95.                                                                                                 | Zu Jung: „Antwort auf Hiob”. (1952) § 1498a.                                                                                          | 95.   | |
| 96.                                                                                                 | Antwort auf Martin Buber. (1952) § 1499–1513.                                                                                         | 96.   | |
| 97.                                                                                                 | Ansprache bei der Überreichung des Jung Codex. (1953) § 1514–1517.                                                                    | 97.   | |
| 98.                                                                                                 | Brief an Père Bruno. (1953) § 1518–1531.                                                                                              | 98.   | |
| 99.                                                                                                 | Brief an Pasteur Lachat. (1954) § 1532–1557.                                                                                          | 99.   | |
| 100.                                                                                                | Über die Auferstehung. (1954) § 1558–1574.                                                                                            | 100.  | |
| 101.                                                                                                | Zu Karl Eugen Neumann: „Die Reden Gotamo Buddhos”. (1955) § 1575–1580.                                                                | 101.  | Do „Mów Gautamy Buddy.” Przeł. E. Sobaszek. W: C. G. Jung: Podróż na Wschód. (Wyd. 2, 1992). S. 190–192.                                                                |
| 102.                                                                                                | Vorrede zu Froboese-Thiele: „Träume – eine Quelle religiöser Erfahrung?” (1957) § 1581–1583.                                          | 102.  | |
| 103.                                                                                                | Jung und der religiöse Glaube. (1956/57) § 1584–1690.                                                                                 | 103.  | |
| XIII. Alchemistische Studien. (Ergänzungen zu Gesammelte Werke XII, XIII, XIV).                     | XIII. Alchemistische Studien. (Ergänzungen zu Gesammelte Werke XII, XIII, XIV).                                                       | XIII. | XIII. |
| 104.                                                                                                | Vorwort zu einem Buchkatalog über Alchemie. (1946) § 1691.                                                                            | 104.  | Przedmowa do katalogu do alchemii. Przeł. T. Zysk. W: Pismo literacko-artystyczne. Nr 7–8. Kraków, 1985. S. 128–129.                                                    |
| 105.                                                                                                | Faust und die Alchemie. (1949) § 1692–1699.                                                                                           | 105.  | |
| 106.                                                                                                | Alchemie und Psychologie. (1950) § 1700–1704.                                                                                         | 106.  | Alchemia i psychologia. Przeł. T. Zysk. W: Pismo literacko-artystyczne. Nr 9. Kraków, 1985. S. 33–35.                                                                   |
| XIV. Über das Phänomen des Geistes in Kunst und Wissenschaft. (Ergänzungen zu Gesammelte Werke XV). | XIV. Über das Phänomen des Geistes in Kunst und Wissenschaft. (Ergänzungen zu Gesammelte Werke XV).                                   | XIV.  | XIV. |
| 107.                                                                                                | Jerome Schloss zum Gedächtnis. (1927) § 1705–1710.                                                                                    | 107.  | |
| 108.                                                                                                | Vorwort zu Schmid-Guisan: „Tag und Nacht”. (1931) § 1711–1712.                                                                        | 108.  | |
| 109.                                                                                                | In memoriam Hans Schmid-Guisan. (1932) § 1713–1715.                                                                                   | 109.  | |
| 110.                                                                                                | Vorwort zu Schmitz: „Märchen vom Fischotter”. (1932) § 1716–1722.                                                                     | 110.  | |
| 111.                                                                                                | «Existe-t-il une poésie de signe Freudien?» (1932) § 1723–1724.                                                                       | 111.  | |
| 112.                                                                                                | Vorwort zu Gilbert: „The Curse of Intellect”. (1934) § 1725–1726.                                                                     | 112.  | |
| 113.                                                                                                | Vorwort zu Jung: „Wirklichkeit der Seele”. (1933) § 1727–1729.                                                                        | 113.  | |
| 114.                                                                                                | Vorwort zu Mehlich: „J. H. Fichtes Seelenlehre und ihre Beziehung zur Gegenwart”. (1935) § 1730–1736.                                 | 114.  | |
| 115.                                                                                                | Geleitwort zu von Koenig-Fachsenfeld: „Wandlungen des Traumproblems von der Romantik bis zur Gegenwart”. (1935) § 1737–1741.          | 115.  | |
| 116.                                                                                                | Begleitwort zu Gilli: „Der dunkle Bruder”. (1938) § 1742–1747.                                                                        | 116.  | |
| 117.                                                                                                | Gérard de Nerval. (1945) § 1748. | 117.  | |
| 118.                                                                                                | Vorwort zu Fierz-David: „Der Liebestraum des Poliphilo”. (1946) § 1749–1752.                                                          | 118.  | |
| 119.                                                                                                | Vorwort zu Crottet: „Mondwald”. (1949) § 1753–1754.                                                                                   | 119.  | |
| 120.                                                                                                | Vorwort zu Jacobi: „Paracelsus: Selected Writings”. (1949) § 1755–1759.                                                               | 120.  | |
| 121.                                                                                                | Geleitwort zu Kankeleit: „Das Unbewußte als Keimstätte des Schöpferischen”. (1959) § 1760–1768. – Jungs Beitrag.                      | 121.  | |
| 122.                                                                                                | Vorwort zu Serrano: „The Visits of the Queen of Sheba”. (1960) § 1769.                                                                | 122.  | |
| 123.                                                                                                | «Y a-t-il un vrai bilinguisme?» (1960) § 1770–1773.                                                                                   | 123.  | |
| XV. Die Praxis der Psychotherapie. (Ergänzungen zu Gesammelte Werke XVI).                           | XV. Die Praxis der Psychotherapie. (Ergänzungen zu Gesammelte Werke XVI).                                                             | XV.   | XV. |
| 124.                                                                                                | Besprechung von Heyer: „Der Organismus der Seele”. (1933) § 1774.                                                                     | 124.  | |
| 125.                                                                                                | Besprechung von Heyer: „Praktische Seelenheilkunde”. (1936) § 1775–1779.                                                              | 125.  | |
| 126.                                                                                                | Über das Rosarium philosophorum. (1937) § 1780–1789.                                                                                  | 126.  | |
| 127.                                                                                                | Vorwort zu Psychotherapy, Kalkutta. (1955) § 1790–1791.                                                                               | 127.  | |
| 128.                                                                                                | Über Bilder in der psychiatrischen Diagnostik. (1959) § 1792.                                                                         | 128.  | |
| XVI. Über die Entwicklung der Persönlichkeit. (Ergänzungen zu Gesammelte Werke XVII).               | XVI. Über die Entwicklung der Persönlichkeit. (Ergänzungen zu Gesammelte Werke XVII).                                                 | XVI.  | XVI. |
| 129.                                                                                                | Vorwort zu Evans: „The Problem of the Nervous Child”. (1919) § 1793–1794.                                                             | 129.  | |
| 130.                                                                                                | Einleitung zu Harding: „The Way of All Women”. (1932) § 1795–1802.                                                                    | 130.  | |
| 131.                                                                                                | Gespräch mit C. G. Jung über Tiefenpsychologie und Selbsterkenntnis. (1943) § 1803–1817.                                              | 131.  | |
| 132.                                                                                                | Geleitwort zu Spier: „The Hands of Children”. (1944) § 1818–1821.                                                                     | 132.  | |
| 133.                                                                                                | Vorrede zur hebräischen Ausgabe von Jung: „Psychologie und Erziehung”. (1955) § 1822–1824.                                            | 133.  | |
| Addenda.                                                                                            | |       | |
| 134.                                                                                                | Vorwort zu: „Psychologische Abhandlungen I”. (1914) § 1825.                                                                           | 134.  | |
| 135.                                                                                                | Ansprache bei der Überreichung des Jung Codex [längere Fassung]. (1953) § 1826–1834.                                                  | 135.  | |

### Gesammelte Werke. Band XIX.
| Bibliographie. (1983) ISBN 3-530-40719-4. | Bibliographie. (1983) ISBN 3-530-40719-4.                                       |      |  |
| ----------------------------------------- | ------------------------------------------------------------------------------- | ---- |  |
| I.                                        | Die veröffentlichten Schriften von C. G. Jung. Originalwerke und Übersetzungen. | I.   |  |
| II.                                       | Die Gesammelten Werke von C. G. Jung. The Collected Works of C. G. Jung.        | II.  |  |
| III.                                      | Die Seminare von C. G. Jung.                                                    | III. |  |

### Gesammelte Werke. Band XX.
| [Zawiera połączone (i na nowo opracowane) indeksy – osobowy, rzeczowy oraz tytułów – obejmujące 18 pierwszych tomów serii Gesammelte Werke.] |

## Suplementy (seminaria, listy i inne)

### Seminaria

#### Cykle seminaryjne wygłoszone przez Junga[i]
| wydanie prywatne:                                                                                             | wydanie prywatne: | wydanie prywatne: | wydanie oficjalne: |
| --- | --- | --- | --- |
| – | 1912–1913, 1916 | [Wykłady seminaryjne pt.] Einführung zur Psychoanalyse. (Zachowały się notatki autorstwa Fanny Bowditch). Wygłoszone w Uniwersytecie Zuryskim. | |
| – | 1920 | [Seminarium poświęcone książce: Arthur J. Hubbard: Authentic Dreams of Peter Blobbs and of Certain of His Relatives. London: Longmans, Green, 1916.] (Nie zachowały się notatki z tego seminarium). Wygłoszone w Senenn Cove, Kornwalia, Anglia (w lecie 1920 r.). | |
| 1 | 1923 | [Human relationships in relation to the process of individuation.] B. m. wyd., 1923. = Cornwall Seminar. Wygłoszone w Polzeath, Kornwalia, Anglia (w lipcu 1923 r.). | |
| 2 | 1925 | Notes on the Seminar in Analytical Psychology … Zürich 1925. [2 wyd.: 1926.] = Analytical Psychology. Wygłoszone w Zurychu (16 wykładów). | ang.: 1. Analytical Psychology. 1989. 2. Introduction to Jungian Psychology. (Philemon Series.) 2012. niem.: Analytische Psychologie. 1995.                                                           |
| 3 | 1925 | Dreams and Symbolism. Notes on the Seminar in Analytical Psychology … B. m. wyd., 1925. = Swanage Seminar. Wygłoszone w Swanage, Anglia (w lipcu – sierpniu 1925 r.). | |
| 4 | 1928–1930 | Dream Analysis. Notes on the Seminar in Analytical Psychology … Zürich 1930. [2 wyd., zm. 1938; 3 wyd.: 1958; 4 wyd.: 1972.] Wygłoszone w Zurychu (51 wykładów, 5 semestrów). | ang.: Dream Analysis. 1984. niem.: Traumanalyse. 1991. pol.: Analiza marzeń sennych. 2002 |
| 5 | 1930–1931 | Bericht über das Deutsche Seminar… Stuttgart 1930–1931. [2 wyd.: 1931–1932.] = Deutsches Seminar. – [Tom 1]: 6–11.10.1930. – [Tom 2]: 5–10.10.1931. Wygłoszone w Küsnacht (Zurych). | Philemon Series (w przygotowaniu): On Active Imagination: Jung’s 1931 German Seminar. |
| 6 | 1930–1934 | [Interpretation of Visions.] Notes on the Seminar in Analytical Psychology … Zürich 1930–1934. [2 wyd.: 1939–1941.] = Visions. Wygłoszone w Zurychu (86 wykładów, 11 semestrów). | ang.: Visions. 1992. pol.: Wizje. 2008. |
| 7 | 1932 | [Kundalini Yoga Seminar.] wyd. ang.: & J. W. Hauer: The Kundalini Yoga. Notes on the seminar given by J. W. Hauer with Psychological Commentary by C. G. Jung. Zürich 1932. [2 wyd.: 1940.] = Tantra Yoga Seminar. wyd. niem.: Bericht über das Seminar von Prof. Dr. J. W. Hauer, 3–8 Oktober 1932 im Psychologischer Club Zürich. Zürich 1933. Wygłoszone w Zurychu (obejmuje: wykłady J. W. Hauera: 3–8.10.1932 r.; oraz wykłady C. G. Junga: 12, 19, 26.10.1932 i 2.11.1932). | ang.: The Psychology of Kundalini Yoga. 1996. niem.: Die Psychologie des Kundalini-Yoga. 1998. pol.: Psychologia kundalini-jogi. 2003.                                                                |
| – | 1932 | [Index to Dream Analysis and Interpretation of Visions; Notes of the English Seminars.] Zürich 1932. = Index to Dreams and Visions. wyd. 2, zm. : [Index to Analytical Psychology, Dream Analysis, and Interpretation of Visions; Notes of the English Seminars, 1925 – Winter 1934.] Zürich 1939. = Index 1925–1934. | (Przy odpowiednich tomach). |
| 8 | 1933 | Bericht über das Berliner Seminar… Berlin 1933. [2 wyd.: lata 1950.] = Berliner Seminar. Wygłoszone w Berlinie (w dn. 26.06–1.07.1933 r.). | Philemon Series (w przygotowaniu): C. G. Jung’s 1933 Berlin Seminar. |
| 9 | 1933–1941 | [ETH Lectures. (13 semestrów)] a) Modern Psychology. Notes on Lectures… Zürich 1934 (?) – 41. [2 wyd.: 1959–1960; 3 wyd.: 1964; (ponadto tylko Alchemy I and II, 1990).] – [Tom 1]: Modern Psychology [I]. (1933–1934) – [Tom 2]: Modern Psychology [II]. (1934–1935) – [Tom 3]: Process of Individuation. [Eastern Texts.] (1938–1939) – [Tom 4]: Process of Individuation: Exercitia Spiritualia of St. Ignatius of Loyola. (1939–1940) – [Tom 5]: Process of Individuation: Alchemy I. (1940–1941) – [Tom 6]: Process of Individuation: Alchemy II. (1941) Wygłoszone w Eidgenössische Technische Hochschule w Zurychu (w dn. 20.10.1933 – 11.07.1941). b) Lectures at the ETH, Zürich, October 1935 – July 1936. Zürich, 1936. (?) | Philemon Series (w trakcie wydawania): Modern Psychology: C. G. Jung’s Lectures at the ETH Zürich, 1933–1941.                                                                                         |
| | korelacja tomów (druki prywatne i wydanie planowane): \| wydanie prywatne: \| wydanie oficjalne: \| \| ------------------------------------------------------------------------------------------------------------- \| ----------------------------------------------------------------------------------------------------------------------------------------------- \| \| Modern Psychology [I]. (1933–1934) \| Vol. 1. History of Modern Psychology. 2018. (sem. zimowy 1933/34, 16 wykładów) \| \| Modern Psychology [II]. (1934) \| Vol. 2. Consciousness and the Unconscious. 2022. (sem. letni 1934, 12 wykładów) \| \| Modern Psychology [II]. (1934–1935) \| Vol. 3. Dream Psychology. (sem. zimowy 1934/35 i sem. letni 1935, 17+11 wykładów) \| \| Lectures at the ETH, Zürich, October 1935 – July 1936. \| Vol. 4. Psychological Typology. (sem. zimowy 1935/36 i sem. letni 1936, 15+13 wykładów) \| \| (sem. letni 1937): x (niepublik. stenogram z sem. letniego 1938) \| Vol. 5. Psychology of the Unconscious. (sem. letni 1937 i sem. letni 1938, 11+10 wykładów) \| \| Process of Individuation. [Eastern Texts.] (1938–1939) (sem. zimowy 1938/39 i sem. letni 1939, 15+6 wykładów) \| Vol. 6. Psychology of Yoga and Meditation. 2021. (sem. zimowy 1938/39, sem. letni 1939 i sem. zimowy 1939/40, 15+7(9)+2 wykładów) \| \| Process of Individuation: Exercitia Spiritualia of St. Ignatius of Loyola. (1939–1940) \| Vol. 7. Jung on Ignatius of Loyola’s 'Spiritual Exercises'. 2023. (sem. letni 1939, sem. zimowy 1939/40 i sem. zimowy 1940/41, 4+16+1 wykładów) \| \| Process of Individuation: Alchemy I. (1940–1941) Process of Individuation: Alchemy II. (1941) \| Vol. 8. The Psychology of Alchemy. (sem. zimowy 1940/41 i sem. letni 1941, 12+11 wykładów) \| | | |
| 10 | 1934–1939 | Psychological Analysis of Nietzsche’s «Zarathustra». Notes on Seminar… Zürich 1934–1939. [2 wyd.: b. d. wyd.] Wygłoszone w Zurychu (87 wykładów). | ang.: Nietzsche’s «Zarathustra». 1988. pol.: «Zaratustra» Nietzschego. 2010. |
| 11 | 1934 | [Bericht über das Basler Seminar.] Basel 1935. Wygłoszone w Bazylei (w dn. 1–6.10.1934 r.). | |
| 12 | 1935 | Fundamental Psychological Conceptions. A Report of Five Lectures… London 1936. (2 wyd.: 1968). = London Lectures. = Tavistock Lectures. Wygłoszone w Londynie (w dn. 30.09 – 4.10.1935 r.). | ang. = CW XVIII/1, § 1–415. niem.: GW XVIII/1, § 1–415. pol.: Dzieła VIII, § 1–415. |
| 13 | 1936–1937 | Dream Symbols of the Individuation Process. New York 1937–1938. – [Tom 1]: Seminar at Bailey Island, Maine, 20–25 September 1936. = Bailey Island Seminar. – [Tom 2]: Seminar in New York City, 16–18, 25–26 Oct. 1937. = New York Seminar. Wygłoszne na Bailey Island (Maine) oraz w Nowym Jorku. | Dream Symbols of the Individuation Process: Notes of the Seminars given by Jung in Bailey Island and New York, 1936–1937. (Philemon Series). 2019.                                                    |
| 14 | 1936–1941 | [Kinderträumen. / Ältere Literatur über Träume.] wyd. niem: – [Kinderträume, W.S. 1936–1937. (Tekst seminarium z tego semestru nie zachował się).] – [Tom 1]: Seminar über Kinderträume und ältere Literature über Traum-Interpretation. Zürich 1937. (?). = Kinderträume, W.S. 1936–1937. – [Tom 2]: Psychologische Interpretation von Kinderträumen und ältere Literatur über Träume. Zürich, b. d. wyd. [2 wyd.: lata 1950.] = Kinderträume, W.S. 1938–1939. – [Tom 3]: Psychologische Interpretation von Kinderträumen. Zürich 1941 (?) [2 wyd.: lata 1950.] = Kinderträume. W.S. 1939–1940. – [Tom 4]: Kindertraumseminar. [sem zimowy 1940–1941.] Zürich 1976. (sic!) wyd. ang. (tylko tomu 2): Psychological Interpretation of Children’s Dreams. Notes on Lectures… 1938–1939. Zürich 1939. = Children’s Dreams. Wygłoszone w Eidgenössische Technische Hochschule w Zurychu. | ang.: – Vol. 1: Children’s Dreams. (Philemon Series.) 2007. – Vol. 2: Dream Interpretation Ancient and Modern. (Philemon Series.) 2014. niem.: Kinderträume. 1987. pol.: Marzenia senne dzieci. 2003. |
| 15 | 1937 | Bericht über die Berliner Vorträge. Berlin 1937. Wygłoszone w Berlinie (w dn. 28–29.09.1937). | |
| wydanie prywatne:                                                                                             | wydanie oficjalne: | | |
| Modern Psychology [I]. (1933–1934)                                                                            | Vol. 1. History of Modern Psychology. 2018. (sem. zimowy 1933/34, 16 wykładów) | | |
| Modern Psychology [II]. (1934)                                                                                | Vol. 2. Consciousness and the Unconscious. 2022. (sem. letni 1934, 12 wykładów) | | |
| Modern Psychology [II]. (1934–1935)                                                                           | Vol. 3. Dream Psychology. (sem. zimowy 1934/35 i sem. letni 1935, 17+11 wykładów) | | |
| Lectures at the ETH, Zürich, October 1935 – July 1936.                                                        | Vol. 4. Psychological Typology. (sem. zimowy 1935/36 i sem. letni 1936, 15+13 wykładów) | | |
| (sem. letni 1937): x (niepublik. stenogram z sem. letniego 1938)                                              | Vol. 5. Psychology of the Unconscious. (sem. letni 1937 i sem. letni 1938, 11+10 wykładów) | | |
| Process of Individuation. [Eastern Texts.] (1938–1939) (sem. zimowy 1938/39 i sem. letni 1939, 15+6 wykładów) | Vol. 6. Psychology of Yoga and Meditation. 2021. (sem. zimowy 1938/39, sem. letni 1939 i sem. zimowy 1939/40, 15+7(9)+2 wykładów) | | |
| Process of Individuation: Exercitia Spiritualia of St. Ignatius of Loyola. (1939–1940)                        | Vol. 7. Jung on Ignatius of Loyola’s 'Spiritual Exercises'. 2023. (sem. letni 1939, sem. zimowy 1939/40 i sem. zimowy 1940/41, 4+16+1 wykładów) | | |
| Process of Individuation: Alchemy I. (1940–1941) Process of Individuation: Alchemy II. (1941)                 | Vol. 8. The Psychology of Alchemy. (sem. zimowy 1940/41 i sem. letni 1941, 12+11 wykładów) | | |

#### Seminaria wydane oficjalnie
| wydanie angielskie:                                       | wydanie angielskie: | wydanie niemieckie: | wydanie polskie: |
| --------------------------------------------------------- | --- | --- | --- |
| 1                                                         | Analytical Psychology. Notes of the Seminar Given in 1925. Ed. by William McGuire. Princeton: Princeton University Press, 1989. ISBN 978-0691098975. [W 2012 r. ukazało się nowe wydanie tekstu tego seminarium: Introduction to Jungian Psychology. Notes of the Seminar on Analytical Psychology Given in 1925 by C. G. Jung (2012). Zob. Philemon Series] | Seminare: Analytische Psychologie. Nach Aufzeichnungen des Seminars 1925. Hg. von William McGuire. Übersetzt von Helga Egner. Solothurn-Düsseldorf: Walther, 1995. ISBN 978-3530406825.              | --- |
| 2                                                         | Dream Analysis. Notes of the Seminar Given in 1928–1930. Ed. by William McGuire. London-Melbourne-Princeton NJ: Routledge & Kegan Paul-Henley-Princeton University Press, 1984. ISBN 978-0710095183. | Seminare: Traumanalyse. Nach Aufzeichnungen der Seminare 1928–1930. Hg. von William McGuire. Übersetzt von Brigitte Stein. Olten und Freiburg im Breisgau: Walter-Verlag, 1991. ISBN 978-3530406818. | Analiza marzeń sennych. Według notatek z seminariów 1928–1930. (Seminaria. Tom 1). Oprac. William McGuire. Przeł. Robert Reszke. Warszawa: Wydawnictwo KR, 2002. ISBN 83-89158-14-0. Wyd. 2: Warszawa: Wydawnictwo KR, 2008. ISBN 83-89158-80-9. Wyd. 3: Warszawa: Wydawnictwo KR, 2015. ISBN 978-83-937178-4-2.                                                                               |
| 3                                                         | Visions. Notes of the Seminar Given in 1930–1934. Ed. by Claire Douglas. Princeton NJ: Princeton University Press, 1992. 2 tomy. ISBN 978-0691099712. | --- | Wizje. Notatki z seminarium 1930–1934. (Seminaria. Tom 4–5). Przeł. Robert Reszke. Warszawa: Wydawnictwo KR, 2008. (Tom 1:) ISBN 978-8-389158-42-0. (Tom 2:) ISBN 978-83-89158-68-0. |
| 4                                                         | The Psychology of Kundalini Yoga. Notes of the Seminar Given in 1932. Ed. by Sonu Shamdasani. Princeton NJ: Princeton University Press, 1996. ISBN 978-0415149266. | Die Psychologie des Kundalini-Yoga. Nach Aufzeichnungen des Seminars 1932. Hg. von Sonu Shamdasani. Übersetzt von Waltraut Körner. Zürich-Düsseldorf: Walter-Verlag, 1998. ISBN 978-3530406849.      | Psychologia kundalini-jogi. Według notatek z seminariów (1932). (Seminaria. Tom 2). Oprac. Sonu Shamdasani. Przeł. Robert Reszke. Warszawa: Wydawnictwo KR, 2003. ISBN 83-89158-19-1. Wyd. 2 [dodruk]: Warszawa: Wydawnictwo KR, 2007. ISBN 978-83-89158-19-2. Wyd. 3: Warszawa: Wydawnictwo KR, 2010. ISBN 978-83-89158-77-2. Wyd. 4: Warszawa: Wydawnictwo KR, 2016. ISBN 978-83-94350-43-7. |
| 5                                                         | Nietzsche’s «Zarathustra». Notes of the Seminar Given in 1934–1939. Ed. by James L. Jarret. Princeton NJ: Princeton University Press, 1988. 2 tomy. ISBN 978-0691099538. | --- | «Zaratustra» Nietzschego. Notatki z seminarium 1934–1939. (Seminaria. Tom 6–7). Wydał James L. Jarrett. T. 1–2. Przeł. Robert Reszke. Warszawa: Wydawnictwo KR, 2010. (Tom 1:) ISBN 978-83-89158-69-7. (Tom 2:) ISBN 978-83-89158-74-1 |
| 6                                                         | – Children’s Dreams. Notes from the Seminar Given in 1936–1940 (2007) oraz – Dream Interpretation Ancient and Modern: Notes from the Seminar Given in 1936–1941 (2014). Zob. Philemon Series | Seminare: Kinderträume. Hg. von Lorenz Jung, Maria Meyer-Grass. Olten und Freiburg im Breisgau: Walter-Verlag, 1987. ISBN 978-3530406801.                                                            | Marzenia senne dzieci. Według notatek z seminariów 1936/1937–1940/1941. Oprac. Lorenz Jung, Maria Meyer-Grass (Seminaria. Tom 3). Przeł. Robert Reszke. Warszawa: Wydawnictwo KR, 2003. ISBN 83-89158-23-X. |
| Pozostałe seminaria ukazują się w ramach Philemon Series. | | | |

### Listy

#### Listy (1)
| wydanie angielskie: | wydanie angielskie: | wydanie niemieckie: | wydanie polskie: |
| ------------------- | --- | --- | --- |
| 1                   | Letters. Selected end edited by Gerhard Adler in collaboration with Aniela Jaffé. Princeton NJ: Princeton University Press, 1973–1975. 2 tomy: – Letters I: 1906–1950. (1973) ISBN 978-0691098951. – Letters II: 1951–1961. (1975) ISBN 978-0691097244.      | Briefe von C. G. Jung 1906–1961. Hg., kommentiert, zum Teil aus dem Englischen und Französischen übersetzt von Aniela Jaffé. Olten und Freiburg im Breisgau: Walter-Verlag, 1972–1973. 3 tomy: – Briefe. Erster Band, 1906–1945. (1972, 1981, 1990) ISBN 978-3530407587. – Briefe. Zweiter Band, 1946–1955. (1972, 1980, 1989) ISBN 978-3530407594. – Briefe. Dritter Band, 1956–1961. (1973, 1980, 1990) ISBN 978-3530407600. | [Wybór listów z 3–tomowego wydania niemieckiego:] O istocie psychiczności. Listy 1906–1961. Wybór, przeł. i oprac. Robert Reszke. Warszawa: Wydawnictwo Wrota, 1996. ISBN 83-900175-2-0. Wyd. 2: Warszawa: Wydawnictwo KR, 2007. ISBN 978-83-89158-55-0. Wyd. 3: Warszawa: Wydawnictwo KR, 2011. ISBN 978-83-89158-60-4. Wyd. 4: Warszawa: Wydawnictwo KR, 2019. ISBN 978-83-953627-0-5. |
| 2                   | The Freud / Jung Letters. The Correspondence between Sigmund Freud and C. G. Jung. Ed. by William McGuire. Translated by Ralph Manheim and R. F. C. Hull. Princeton, NJ: Princeton University Press, 1974. ISBN 978-0691098906.                              | Sigmund Freud, C. G. Jung: Briefwechsel. Hg. von William McGuire, Wolfgang Sauerländer. Frankfurt am Main: S. Verlag, 1974. ISBN 978-3100227331. | --- |
| 2a                  | [Abridged edition:] The Freud / Jung Letters. The Correspondence between Sigmund Freud and C. G. Jung. Abridged by Alan McGlashan. Princeton, NJ: Princeton University Press, 1979. ISBN 978-0330258913.                                                     | [Gekürzte Ausgabe:] Sigmund Freud, C. G. Jung: Briefwechsel. Gekürzt von Alan McGlashan. Frankfurt am Main: Fischer-Taschenbuch-Verlag, 1984. ISBN 978-3596267750. | [Wydanie skrócone:] Sigmund Freud, Carl Gustav Jung: Listy 1906–1914. Przeł. Robert Reszke. Warszawa: Wydawnictwo KR, 2011. ISBN 978-83-89158-55-0. |
| 3                   | The Question of Psychological Types: The Correspondence of C. G. Jung and Hans Schmid-Guisan, 1915–1916. (2012) Zob. Philemon Series | Hans Konrad Iserlin: Zur Entstehung von C. G. Jungs «Psychologischen Typen»: Der Briefwechsel zwischen C. G. Jung und Hans Schmid-Guisan im Lichte ihrer Freundschaft. Aarau: Verlag Sauerländer, 1982. ISBN 978-3794123575. | --- |
| 4                   | Atom and Archetype: The Pauli / Jung Letters, 1932–1958. Ed. by C. A. Meier. With the assistance of C. P. Enz and M. Fierz. Translated from the German by David Roscoe. London: Routledge; Princeton: Princeton University Press, 2001. ISBN 978-0691012070. | Wolfgang Pauli und C. G. Jung. Ein Briefwechsel. Hg. von C. A. Meier. Berlin und Heidelberg: Springer-Verlag, 1992. ISBN 978-3540546634. | --- |
| 5                   | The Jung – White Letters. (2007) Zob. Philemon Series | --- | --- |
| 6                   | The Jung-Kirsch Letters: The Correspondence of C. G. Jung and James Kirsch. Ed. by Ann Conrad Lammers. Translated by Ursula Egli and Ann Conrad Lammers. London: Routledge, 2011. ISBN 978-0415419215.                                                       | C. G. Jung und James Kirsch: Die Briefe 1928–1961. Hg. von Ann Conrad Lammers. Berlin: Patmos-Verlag, 2014. ISBN 978-3843603379. | --- |
| 7                   | On Theology and Psychology: The Correspondence of C. G. Jung and Adolf Keller. (2020) Zob. Philemon Series | C. G. Jung und Adolf Keller. Über Theologie und Psychologie: Briefe und Gespräche. (2014) Zob. Philemon Series | --- |
| 8                   | Analytical Psychology in Exile: The Correspondence of C. G. Jung and Erich Neumann. (2015) Zob. Philemon Series | C. G. Jung und Erich Neumann: Die Briefe 1933–1959. Analytische Psychologie im Exil. (2015) Zob. Philemon Series | --- |

#### Listy (2)
| 1  | [ C. G. Jung: Letters to Mary Foote. ] W: Edward Foote: Who was Mary Foote. (W: Spring: An Annual of Archetypal Psychology and Jungian Thought. Zürich: Spring Publications, 1974. S. 256–268). |
| 2  | C. G. Jung: Letters to Oskar Schmitz, 1921–1931. (W: Psychological Perspectives: A Quarterly Journal of Jungian Thought. Philadelphia, Pa.: C. G. Jung Institute of Los Angeles, 1975. Tom 6: 1. S. 79–95). |
| 3  | [Korespondencja C. G. Junga ze Sabiną Spielrein:] Aldo Carotenuto: – Diario di una segreta simmetria. Sabina Spielrein tra Jung e Freud. Roma: Casa Editrice Astrolabio, 1980. [Wyd. 2, poszerzone: Roma: Astrolabio-Ubaldini, 1999. ISBN 978-8834006443.] – A Secret Symmetry. Sabina Spielrein between Jung and Freud. Translated by A. Pomerans, J. Shepley, K. Winston. New York: Pantheon Books, 1982. ISBN 978-0394515304. [Uwaga: Włoski oryginał i tłumaczenie na angielski zawierały jedynie fragmenty listów Junga do Spielrein.] – Tagebuch einer heimlichen Symmetrie: Sabina Spielrein zwischen Jung und Freud. Freiburg im Breisgau: Kore, 1986. ISBN 978-3926023018. [Wyd. 2: Sabina Spielrein: Tagebuch und Briefe. Die Frau zwischen Jung und Freud. Hg. von Traute Hensch. Veränderte ... ergänzte Neuauflage. Gießen: Psychosozial-Verlag, 2003. ISBN 978-3898061841.] – Briefe von Carl Gustav Jung an Sabina Spielrein (1908–1919). – Briefe von Sabina Spielrein an Carl Gustav Jung (1911–1918). Przekład na ang. samej korespondencji: – Zvi Lothane: Tender Love and Transference: Unpublished Letters of C. G. Jung and Sabina Spielrein. W: „International Journal of Psycho-Analysis”, 1999. Tom 80. S. 1189–1204. (Następnie w: C. Covington, B. Wharton (Eds.): Sabina Spielrein: Forgotten Pioneer of Psychoanalysis. Hove: Brunner-Routledge, 2003. ISBN 978-1583919033.) – The letters of C. G. Jung to Sabina Spielrein. Transl. by B. Wharton. W: „Journal of Analytical Psychology”, 2001. Tom 46. S. 173–199. (Następnie w: C. Covington, B. Wharton (Eds.): Sabina Spielrein: Forgotten Pioneer of Psychoanalysis. Hove: Brunner-Routledge, 2003. ISBN 978-1583919033). Tłum. na polski: Z. Lothane: Czuła miłość i przeniesienie: nieopublikowane listy C. G. Junga i Sabiny Spielrein. W: I. Błocian, R. Saciuk (red.): Gabinet luster. Psychoanalityczne krytyki poznania. Wrocław: Wydawnictwo Instytutu Psychologii Uniwersytetu Wrocławskiego i Adam Marszałek, 2004. S. 118–144. ISBN 83-74410639. |
| 4  | John C. Burnham: Jelliffe: American Psychoanalyst and Physician. His Correspondence with Sigmund Freud and C. G. Jung. Edited by William McGuire. Chicago & London: The University of Chicago Press, 1983. ISBN 978-0226081144. |
| 5  | Kristie Miller: The Letters of C. G. Jung and Medill and Ruth McCormick. W: Spring: A Journal of Archetype and Culture. Dallas, Texas, 1990. Tom 50. S. 1–25. |
| 6  | Paul Bishop: The Jung/ Förster-Nietzsche Correspondence. (W: German Life and Letters. Tom 46: 4. Oxford: Blackwell, 1993. S. 319–330). |
| 7  | Magnus Ljunggren: The Russian Mephisto. A Study of the Life and Work of Emilii Medtner. Stockholm, 1994. (Acta Universitatis Stockholmiensis. Stockholm Studies in Russian Literature. 27). ISBN 91-22-01656-2. – Medtner’s letters to Jung. – Jung’s and Emma Jung’s letters to Medtner. |
| 8  | C. G. Jung und Eugen Böhler. Eine Begegnung in Briefen. Zürich: vdf Hochschulverlag AG an der ETH, 1996. ISBN 978-3728121707. |
| 9  | Giovanni Sorge (ed.): 1934–1959 Lettere Ernst Bernhard – Carl Gustav Jung. (W: Psiche e psichiatria. Rivista di Psicologia Analitica. Nuova serie. Nr 12 (64/2001). Milano: La biblioteca di Vivarium, 2001). ISBN 978-8887131376. |
| 10 | Riccardo Bernardini: La Corrispondenza Carl Gustav Jung – Henry Corbin. (W: Historia religionum, 5. Pisa – Roma: Fabrizio Serra Editore, 2013. S. 93–108). |
| 11 | Riccardo Bernardini: Jung nelle Nuove Edizioni Ivrea (NEI). Con la corrispondenza inedita C.G. Jung-Cesare Musatti /NEI. (W: L’Ombra. (Nuova serie) [„Jung e Ivrea”]. 2018. Nr 9. S. 167–200). |

### Philemon Series
Philemon Series to wydawana przez Philemon Foundation (ang.) seria wydawnicza obejmująca teksty seminariów (najczęściej wcześniej wydane jako niskonakładowe druki prywatne) oraz niepublikowane rękopisy i korespondencję C.G. Junga. (Zob. oficjalną stronę Philemon Foundation: ).
| wydanie angielskie | wydanie angielskie | wydanie niemieckie | wydanie niemieckie |
| ------------------ | --- | --- | ------------------ |
| 1                  | The Jung – White Letters. Ed. by Ann Conrad Lammers and Adrian Cunningham. Consulting editor Murray Stein. London: Routledge, 2007. ISBN 978-1583911945. | --- |                    |
| 2                  | Children’s Dreams. Notes from the Seminar Given in 1936–1940. Ed. by Maria Meyer-Grass and Lorenz Jung. Translated by Ernst Falzeder with the collaboration of Tony Woolfson. Princeton NJ: Princeton University Press, 2007. ISBN 978-0691133232. | Seminare: Kinderträume. (1987) Zob. Seminaria |                    |
| 3                  | The Red Book – Liber Novus. Ed. by Sonu Shamdasani, translated by Mark Kyburz, John Peck and Sonu Shamdasani. New York: W. W. Norton & Co., 2009. ISBN 978-0393065671. [Zob. poniżej poz. 6.] | Das Rote Buch – Liber Novus. Hg. von Sonu Shamdasani. Düsseldorf: Patmos, 2009. ISBN 978-3491421325. |                    |
| 4                  | Introduction to Jungian Psychology. Notes of the Seminar on Analytical Psychology Given in 1925 by C. G. Jung. Original Edition edited by William McGuire. Revised Edition edited by Sonu Shamdasani. Princeton and Oxford: Princeton University Press, 2012. ISBN 978-0691152059. [Wcześniej wydane pt. Analytical Psychology. Notes of the Seminar Given in 1925. (1989) Zob. Seminaria] | --- |                    |
| 5                  | Jung Contra Freud. The 1912 New York Lectures on the Theory of Psychoanalysis. With an introduction by Sonu Shamdasani. Translated by R. F. C. Hull. Princeton and Oxford: Princeton University Press, 2012. ISBN 978-0691154183. [= C. G. Jung: Collected Works IV, § 203–522.] | --- |                    |
| 6                  | The Red Book. Liber Novus. A Reader’s Edition. Edited and with an introduction by Sonu Shamdasani. Preface by Ulrich Hoerni. Translated by Mark Kyburz, John Peck, and Sonu Shamdasani. New York – London: W. W. Norton & Company, 2012. ISBN 978-0393089080. [Zob. powyżej poz. 3.] | Das Rote Buch – Der Text. Hg. und eingeleitet von Sonu Shamdasani. Ostfildern: Patmos-Verlag, 2017. ISBN 978-3843609265.                                                                                 |                    |
|                    | wyd. pol.: Czerwona księga. Tekst. Przeł. Jerzy Prokopiuk, Jerzy Korpanty. Kraków: Vis-a-Vis Etiuda, 2019. ISBN 978-83-7998-233-2. Wyd. 2: Kraków: Vis-a-Vis Etiuda, 2020. ISBN 978-83-7998-254-7. [tłumaczenie z niemieckiego i angielskiego.] | |                    |
| 7                  | The Question of Psychological Types: The Correspondence of C. G. Jung and Hans Schmid-Guisan, 1915–1916. Edited by John Beebe & Ernst Falzeder. Translated by Ernst Falzeder. Princeton: Princeton University Press, 2012. ISBN 978-0691155616. | H. K. Iserlin: Zur Entstehung von C. G. Jungs «Psychologischen Typen»: Der Briefwechsel zwischen C. G. Jung und Hans Schmid-Guisan im Lichte ihrer Freundschaft. (1982) Zob. Listy                       |                    |
| 8                  | Dream Interpretation Ancient and Modern: Notes from the Seminar Given in 1936–1941. Edited by John Peck, Lorenz Jung, and Maria Meyer-Grass. Translated by Ernst Falzeder with the collaboration of Tony Woolfson. Princeton: Princeton University Press, 2014. ISBN 978-0691159454. | Seminare: Kinderträume. (1987) Zob. Seminaria |                    |
| 9                  | Analytical Psychology in Exile: The Correspondence of C. G. Jung and Erich Neumann. Edited by Martin Liebscher. Translated by Heather McCartney. Princeton and Oxford: Princeton University Press, 2015. ISBN 978-0691166179. | C. G. Jung und Erich Neumann: Die Briefe 1933–1959. Analytische Psychologie im Exil. Hg. von Martin Liebscher. Ostfildern: Patmos Verlag, 2015. ISBN 978-3843606523.                                     |                    |
| 10                 | On Psychological and Visionary Art: Notes from C. G. Jung’s Lecture on Gérard de Nerval’s "Aurélia". Edited by Craig E. Stephenson. Princeton and Oxford: Princeton University Press, 2015. ISBN 978-0691162478. | [Zob. Carl Gustav Jung: Gérard de Nerval. W: Jungiana. Beiträge zur Psychologie von C. G. Jung. Reihe A. Band 12. Küsnacht: Stiftung für Jung’sche Psychologie, 2003. S. 37–50. ISBN 978-3-908116-12-7.] |                    |
| 11                 | History of Modern Psychology: Lectures Delivered at ETH Zurich, Volume 1, 1933–1934. Edited by Ernst Falzeder. Translated by Mark Kyburz, John Peck, and Ernst Falzeder. Princeton and Oxford: Princeton University Press, 2018. ISBN 978-0691181691. | --- |                    |
| 12                 | Dream Symbols of the Individuation Process: Notes of C. G. Jung’s Seminars on Wolfgang Pauli’s Dreams. Edited by Suzanne Gieser. Princeton and Oxford: Princeton University Press, 2019. ISBN 978-0691183619. | --- |                    |
| 13                 | On Theology and Psychology: The Correspondence of C. G. Jung and Adolf Keller. Edited by Marianne Jehle-Wildberger. Translated by Heather McCartney with John Peck. Princeton and Oxford: Princeton University Press, 2020. ISBN 978-0691198774. | C. G. Jung und Adolf Keller. Über Theologie und Psychologie: Briefe und Gespräche. Hg. von Marianne Jehle-Wildberger. Zürich: Theologischer Verlag Zürich, 2014. ISBN 978-3290177706.                    |                    |
| 14                 | The Black Books, 1913–1932: Notebooks of Transformation. Edited by Sonu Shamdasani. Translated by Martin Liebscher, John Peck and Sonu Shamdasani. New York/ London: W. W. Norton & Company, 2020. ISBN 978-0393088649. [Slipcased Edition. Seven-Volume Set.] | --- |                    |
| 15                 | Psychology of Yoga and Meditation: Lectures Delivered at ETH Zurich, Volume 6: 1938–1940. Edited and introduced by Martin Liebscher. Translated by Heather McCartney and John Peck. Princeton and Oxford: Princeton University Press, 2021. ISBN 978-0691206585. | --- |                    |
| 16                 | Consciousness and the Unconscious: Lectures Delivered at ETH Zurich, Volume 2: 1934. Edited by Ernst Falzeder. Translated by Mark Kyburz, John Peck, and Erns Falzeder. Princeton and Oxford: Princeton University Press, 2022. ISBN 978-0691228570. | --- |                    |
| 17                 | Jung on Ignatius of Loyola’s ‘Spiritual Exercises’: Lectures Delivered at ETH Zurich, Volume 7: 1939–1940. Edited by Martin Liebscher. Translated by Caitlin Stephens. Princeton and Oxford: Princeton University Press, 2023. ISBN 978-0691244167. | --- |                    |

Tomy przygotowywane do wydania:
– On Active Imagination: Jung’s 1931 German Seminar.  (ang.)

– C. G. Jung’s 1933 Berlin Seminar.  (ang.)

– Modern Psychology: C. G. Jung’s Lectures at the ETH Zürich, 1933–1941.  (ang.) [8 tomów, w trakcie wydawania; dotychczas ukazały się tomy 1, 2, 6 i 7]

– Jung and the Indologists: Jung’s Correspondences with Wilhelm Hauer, Heinrich Zimmer and Mircea Eliade.  (ang.)

– The Original Protocols for «Memories, Dreams, Reflections».  (ang.)

– Jung’s Unpublished Book on Alchemy and Individuation (1937).  (ang.)

– Lectures at Polzeath. (On the Technique of Analysis and the Historical and Psychological Effects of Christianity, 1923).  (ang.)

oraz (w dalszej perspektywie):

– Dreams and Symbolism. (Swanage Seminar, 1925).  (ang.)

– Zurich Seminar (1927).  (ang.)

– C. G. Jung: The Case of Wilhelmine Fässler (1903).  (ang.)

### Ponadto opublikowano
| wydanie angielskie | wydanie angielskie | wydanie niemieckie | wydanie polskie |
| ------------------ | --- | --- | --- |
| 1                  | The Zofingia Lectures. (Supplementary Volume A of the Collected Works of C. G. Jung). Translated by Jan van Heurck. Princeton: Princeton University Press, 1983. ISBN 978-0691098999. | Die Zofingia – Vorträge 1896–1899. (Gesammelte Werke. Ergänzungsband 1). Mit einer Einführung von Marie-Louise von Franz. Hg. von Helga Egner. Zürich-Düsseldorf: Walter-Verlag, 1997. ISBN 978-3530406832.                       | --- |
| 2                  | Psychology of the Unconscious. A Study of the Transformations and Symbolisms of the Libido. A Contribution to the History of the Evolution of Thought. (Supplementary Volume B of the Collected Works of C. G. Jung). Transl. by Beatrice M. Hinkle. Princeton, NJ: Princeton University Press, 1991. ISBN 978-0691099736. / London: Routledge, 1991. ISBN 0-415-08036-3. | Wandlungen und Symbole der Libido: Beiträge zur Entwicklungsgeschichte des Denkens. [C. G. Jung-Taschenbuchausgabe in elf Bänden. Bd. 11.] Hg. von Lorenz Jung. München: Deutscher Taschenbuch Verlag, 1991. ISBN 978-3423150712. | --- |
| 3                  | Memories, Dreams, Reflections. Translated by R. F. C. Hull. London: Routledge and Collins; New York: Pantheon, 1963. ISBN 978-0394702681. | Erinnerungen, Träume, Gedanken. Aufgezeichnet und hg. von Aniela Jaffé. Zürich: Rascher-Verlag, 1961. ISBN 978-3530407273. | Wspomnienia, sny, myśli. Spisane i podane do druku przez Anielę Jaffé. Przeł. Robert Reszke, Leszek Kolankiewicz. Warszawa: Wydawnictwo Wrota-Wydawnictwo KR, 1993. ISBN 83-900683-4-6. Wyd. 2, popr.: Warszawa: Wydawnictwo Wrota, 1997. ISBN 83-900175-3-9. Wyd. 3: Warszawa: Wydawnictwo Wrota, 1999. ISBN 83-909527-1-8. Wyd. 4: Wydawnictwo Jungpress, 2019. ISBN 978-83-954499-0-1. |
| 4                  | C. G. Jung Speaking. Interviews and Encounters. Ed. by William McGuire and R. F. C. Hull. Princeton: Princeton University Press, 1977. ISBN 978-0691098944. | C. G. Jung im Gespräch. Interviews, Reden, Begegnungen. Hg. von Robert Hinshow, Lela Fischli. Zürich: Daimon-Verlag, 1986. ISBN 978-3856300227.                                                                                   | Jung. Rozmowy, wywiady, spotkania. Redakcja: William McGuire, R. F. C. Hull. Przeł. Robert Reszke. Warszawa: Wydawnictwo KR, 1999. ISBN 83-86989-41-6. |

| C. G. Jung Speaking. Interviews and Encounters: | C. G. Jung Speaking. Interviews and Encounters:                | Jung. Rozmowy, wywiady, spotkania: | Jung. Rozmowy, wywiady, spotkania:                                                     | C. G. Jung im Gespräch. Interviews, Reden, Begegnungen: | C. G. Jung im Gespräch. Interviews, Reden, Begegnungen:                        |
| ----------------------------------------------- | -------------------------------------------------------------- | ---------------------------------- | -------------------------------------------------------------------------------------- | ------------------------------------------------------- | ------------------------------------------------------------------------------ |
| 1.                                              | Some Youthful Memories. (1935)                                 | 1.                                 | Kilka wspomnień młodzieńczych. (1935). S. 17–23.                                       | (1.)                                                    | Albert Oeri: Ein paar Jugenderinnerungen an C. G. Jung. (1935)                 |
| 2.                                              | America Facing Its Most Tragic Moment. (1912)                  | 2.                                 | Ameryka spogląda w twarz najtragiczniejszej chwili w swych dziejach. (1912). S. 25–35. |                                                         | ---                                                                            |
| 3.                                              | From Esther Harding’s Notebooks. (1922, 1925)                  | 3.                                 | Z dzienników Esther Harding. (1922, 1925). S. 37–43.                                   | (2.)                                                    | Aus Esther Hardings Aufzeichnungen. (1922, 1925)                               |
| 4.                                              | “Doctor Jung, I Presume”. (1925)                               | 4.                                 | Doktor Jung, jak przypuszczam. (1925). S. 45–50.                                       |                                                         | ---                                                                            |
| 5.                                              | Three Versions of a Press Conference in Vienna. (1928)         | 5.                                 | Trzy wersje konferencji prasowej w Wiedniu. (1928). S. 51–58.                          |                                                         | ---                                                                            |
| 6.                                              | Americans Must Say “No”. (1931)                                | 6.                                 | Amerykanie muszą powiedzieć „nie”. (1931). S. 59–61.                                   |                                                         | ---                                                                            |
| 7.                                              | Doctor Jung: A Portrait in 1931. (1931)                        | 7.                                 | Doktor Jung: portret. (1931). S. 63–69.                                                |                                                         | ---                                                                            |
| 8.                                              | Everyone Has Two Souls. (1932)                                 | 8.                                 | Każdy człowiek ma dwie dusze. (1932). S. 71–72.                                        |                                                         | ---                                                                            |
| 9.                                              | An Interview on Radio Berlin. (1933)                           | 9.                                 | Wywiad dla Radia Berlin. (1933). S. 73–79.                                             |                                                         | ---                                                                            |
| 10.                                             | Does the World Stand on the Verge of Spiritual Rebirth? (1934) | 10.                                | Czy świat stoi u progu odrodzenia duchowego? (1934). S. 81–88.                         | (3.)                                                    | Steht die Welt an der Schwelle zu einer geistigen Wiedergeburt? (1934)         |
| 11.                                             | From Charles Baudouin’s Journal. (1934)                        | 11.                                | Z dziennika Charlesa Baudouina. (1934). S. 89–93.                                      |                                                         | ---                                                                            |
| 12.                                             | Victoria Ocampo Pays Jung a Visit. (1934)                      | 12.                                | Victoria Ocampo składa wizytę Jungowi. (1934). S. 95–97.                               |                                                         | ---                                                                            |
| 13.                                             | Man’s Immortal Mind. (1935)                                    | 13.                                | Nieśmiertelna dusza ludzka. (1935). S. 99–101.                                         |                                                         | ---                                                                            |
| 14.                                             | The 2,000,000–Year-Old-Man. (1936)                             | 14.                                | Stary człowiek, który liczy sobie dwa miliony lat. (1936). S. 103–105.                 |                                                         | ---                                                                            |
| 15.                                             | The Psychology of Dictatorship. (1936)                         | 15.                                | Psychologia dyktatorów. (1936). S. 107–109.                                            |                                                         | ---                                                                            |
| 16.                                             | Is Analytical Psychology a Religion? (1936)                    | 16.                                | Czy psychologia analityczna jest religią? (1936). S. 111–115.                          |                                                         | ---                                                                            |
| 17.                                             | Questions and Answers at the Oxford Congress. (1938)           | 17.                                | Pytania i odpowiedzi na Kongresie Oksfordzkim. (1938). S. 117–130.                     | (4.)                                                    | Fragen und Antworten am Oxford Kongreß. (1938)                                 |
| 18.                                             | Diagnosing the Dictators. (1938)                               | 18.                                | Diagnoza dyktatorów. (1938). S. 131–148.                                               |                                                         | ---                                                                            |
| 19.                                             | Jung Diagnoses the Dictators. (1939)                           | 19.                                | Jung diagnozuje dyktatorów. (1939). S. 149–153.                                        |                                                         | ---                                                                            |
| 20.                                             | A Wartime Interview. (1942)                                    | 20.                                | Wywiad czasów wojny. (1942). S. 155–159.                                               | (5.)                                                    | Ein Interview mit Pierre Courthion für die „Tribune de Genève”. (1942)         |
| 21.                                             | From Charles Baudouin’s Journal. (1945)                        | 21.                                | Z dziennika Ch. Baudouina. (1945). S. 161–162.                                         |                                                         | ---                                                                            |
| 22.                                             | Post-War Psychic Problems of the Germans. (1945)               | 22.                                | Czy dusze znajdą spokój? (1945). S. 163–168.                                           |                                                         | ---                                                                            |
| 23.                                             | Four “Contacts with Jung”. (1939–1961)                         | 23.                                | Cztery kontakty z Jungiem. (1939–1961). S. 169–176.                                    |                                                         | ---                                                                            |
| 24.                                             | On Creative Achievement. (1946)                                | 24.                                | O dokonaniu twórczym. (1946). S. 177–180.                                              |                                                         | ---                                                                            |
| 25.                                             | A Visit from a Young Quaker. (1947)                            | 25.                                | Wizyta młodego kwakra. (1947). S. 181–183.                                             |                                                         | ---                                                                            |
| 26.                                             | Doctors on Holiday on the Rigi. (1948)                         | 26.                                | Doktor Jung jedzie na Rigi. (1948). S. 185–192.                                        |                                                         | ---                                                                            |
| 27.                                             | From Esther Harding’s Notebooks. (1948)                        | 27.                                | Z dzienników E. Harding. (1948). S. 193–198.                                           | (6.)                                                    | Aus Esther Hardins Aufzeichnungen. (1948)                                      |
| 28.                                             | A Visit from Moravia. (1948)                                   | 28.                                | Wizyta Moravii. (1948). S. 199–202.                                                    |                                                         | ---                                                                            |
| 29.                                             | From Charles Baudouin’s Journal. (1949)                        | 29.                                | Z dziennika Ch. Baudouina. (1949). S. 203–204.                                         |                                                         | ---                                                                            |
| 30.                                             | On the Attack in the “Saturdy Review of Literature”. (1949)    | 30.                                | Po ataku w „Saturday Review of Literature”. (1949). S. 205–212.                        |                                                         | ---                                                                            |
| 31.                                             | Man and His Environment. (1950)                                | 31.                                | Człowiek i jego środowisko. (1950). S. 213–215.                                        | (7.)                                                    | Der Mensch und seine Umwelt. (1950)                                            |
| 32.                                             | Comments on a Doctoral Thesis. (1952)                          | 32.                                | Komentarze do rozprawy doktorskiej. (1952). S. 217–229.                                | (8.)                                                    | Kommentare zu einer Dissertation. (1952)                                       |
| 33.                                             | The Hell of Initiation. (1952)                                 | 33.                                | Piekło inicjacji. (1952). S. 231–236.                                                  |                                                         | ---                                                                            |
| 34.                                             | Eliade’s Interview for “Combat”. (1952)                        | 34.                                | Wywiad Eliadego dla czasopisma „Combat”. (1952). S. 237–245.                           | (9.)                                                    | Eliades Interview für die Zeitschrift „Combat”. (1952)                         |
| 35.                                             | From Charles Baudouin’s Journal. (1954)                        | 35.                                | Z dziennika Ch. Baudouina. (1954). S. 247–248                                          |                                                         | ---                                                                            |
| 36.                                             | Horns Blowing, Bells Ringing. (1954)                           | 36.                                | Rogi grają, dzwonki dzwonią. (1954). S. 249–250.                                       |                                                         | ---                                                                            |
| 37.                                             | The World of James Joyce. (1954)                               | 37.                                | Świat Jamesa Joyce’a. (1954). S. 251–254.                                              |                                                         | ---                                                                            |
| 38.                                             | Men, Women, and God. (1955)                                    | 38.                                | Mężczyźni, kobiety i Bóg. (1955). S. 255–261.                                          |                                                         | ---                                                                            |
| 39.                                             | The Stephen Black Interviews. (1955)                           | 39.                                | Wywiady dla Stephena Blacka. (1955). S. 263–277.                                       |                                                         | ---                                                                            |
| 40.                                             | An Eightieth Birthday Interview. (1955)                        | 40.                                | Wywiad z okazji 80. urodzin. (1955). S. 279–282.                                       |                                                         | ---                                                                            |
| 41.                                             | The Therapy of Music. (1956)                                   | 41.                                | Muzykoterapia. (1956). S. 283–285.                                                     | (10.)                                                   | Musiktherapie – Aufzeichnungen von Margaret Tilly. (1956)                      |
|                                                 | ---                                                            |                                    | ---                                                                                    | (11.)                                                   | Zur Gestalt der „weissen Frau”. (1956)                                         |
| 42.                                             | The Houston Films. (1957)                                      | 42.                                | Wywiad dla Uniwersytetu w Houston. (1957). S. 287–354.                                 | (12.)                                                   | Abschrift der Houston Filme von Prof. Evans. (1957)                            |
| 43.                                             | Jung and the Christmas Tree. (1957)                            | 43.                                | Carl Gustav Jung i drzewko świąteczne. (1957). S. 355–360.                             | (13.)                                                   | C. G. Jung und der Weihnachtsbaum. (1957)                                      |
|                                                 | ---                                                            |                                    | ---                                                                                    | (14.)                                                   | Ein Gespräch mit einem Zen-Meister. (1958)                                     |
| 44.                                             | A Talk with Students at the Institute. (1958)                  | 44.                                | Rozmowa ze studentami Instytutu. (1958). S. 361–366.                                   | (15.)                                                   | Fragenbeantwortung von Studenten. (1958)                                       |
| 45.                                             | From Charles Baudouin’s Journal. (1958)                        | 45.                                | Z dziennika Ch. Baudouina. (1958). S. 367–368.                                         |                                                         | ---                                                                            |
| 46.                                             | From Esther Harding’s Notebooks. (1958)                        | 46.                                | Z dzienników E. Harding. (1958). S. 369–371.                                           | (16.)                                                   | Aus Esther Hardings Aufzeichnungen. (1958)                                     |
|                                                 | ---                                                            |                                    | ---                                                                                    | (17.)                                                   | Gut und Böse in der Psychotherapie. (1958) [Zob. GW X, § 858–886.]             |
| 47.                                             | At the Basel Psychology Club. (1958)                           | 47.                                | W bazylejskim Klubie Psychologicznym. (1958). S. 373–393.                              | (18.)                                                   | Diskussion mit der Psychologischen Gesellschaft Basel. (1958)                  |
| 48.                                             | Talks with Miguel Serrano. (1959)                              | 48.                                | Rozmowy z Miguelem Serrano. (1959). S. 395–406.                                        | (19.)                                                   | Gespräche mit Miguel Serrano. (1959)                                           |
| 49.                                             | A Visit from Lindbergh. (1959)                                 | 49.                                | Wizyta Lindbergha. (1959). S. 407–410.                                                 |                                                         | ---                                                                            |
| 50.                                             | On the Frontiers of Knowledge. (1959)                          | 50.                                | U granic wiedzy. (1959). S. 411–423.                                                   | (21.)                                                   | An den Grenzen des Wissens. (1959)                                             |
| 51.                                             | The “Face to Face” Interview. (1959)                           | 51.                                | Twarzą w twarz – wywiad Johna Freemana z Carlem Gustavem Jungiem. (1959). S. 425–439.  | (20.)                                                   | Das „Face to Face” – Interview mit John Freeman für die BBC. (1959)            |
| 52.                                             | From Esther Harding’s Notebooks. (1960)                        | 52.                                | Z dzienników E. Harding. (1960). S. 441–443.                                           |                                                         | ---                                                                            |
| 53.                                             | The Art of Living. (1960)                                      | 53.                                | Sztuka życia. (1960). S. 445–435.                                                      | (22.)                                                   | Die Kunst des Lebens. (1960)                                                   |
| 54.                                             | An Eighty-Fifth Birthday Interview for Switzerland. (1960)     | 54.                                | Wywiad dla Radia Szwajcarskiego z okazji 85. urodzin. (1960). S. 455–466.              | (23.)                                                   | Interview mit Dr. Georg Gerster anlässlich C. G. Jungs 85. Geburtstags. (1960) |
| 55.                                             | Talks with Miguel Serrano. (1961)                              | 55.                                | Rozmowy z M. Serrano. (1961). S. 467–474.                                              | (24.)                                                   | Gespräche mit Miguel Serrano. (1961)                                           |

| 5 | Faust und die Alchemie. Vortrag im Psychologischen Club, Zürich, vom 8. Oktober 1949. W: Irene Gerber-Münch: Goethe’s Faust: Eine tiefenpsychologische Studie über den Mythos des modernen Menschen. [Beiträge zur Psychologie von C.G. Jung, Reihe B, Band 6]. Küsnacht: Verlag Stiftung für Jung’sche Psychologie, 1997. S. 13–37. ISBN 978-3908116073. [Jest to pełny tekst wykładu Junga, którego streszczenie znajduje się w GW XVIII/2, § 1692–1699.] |
| 6 | Über Gefühle und den Schatten: Winterthurer Fragestunden. [Originalton C. G. Jung.] Zürich-Düsseldorf: Walter, 1999. [Książka z 3 płytami CD.] ISBN 978-3530400632. [Zapis dyskusji z Jungiem z dn. 27.06.1959 r. oraz 29.05.1957 r. (fragment).] |
| 7 | Über Träume und Wandlungen: Zürcher Fragestunde. [Originalton C. G. Jung.] Zürich: Walter-Verlag; Düsseldorf: Patmos Verlag, 2004. [Książka z 3 płytami CD.] ISBN 978-3530410105. [Zapis dyskusji z Jungiem w Instytucie im. C. G. Junga w Zurychu z dn. 15.02.1958 r. i 14.06.1958 r.] |
| 8 | The Solar Myths and Opicinus de Canistris: Notes of the Seminar given at Eranos in 1943. Edited by Riccardo Bernardini, Gian Piero Quaglino and Augusto Romano. Einsiedeln: Daimon Verlag, 2015. ISBN 978-3856307561. |
| 9 | Gespräch über «Aion» – Psychologische Gesellschaft Basel, 1952. W: Bausteine: Reflexionen zur Psychologie von C. G. Jung. Herausgegeben von Andreas Schweizer and Regine Schweizer-Vüllers. Einsiedeln: Daimon Verlag, 2016. S. 194–224. ISBN 978-3856307639. Wyd. ang. pt. A Discussion about «Aion», Psychological Society of Basel, 1952. W: Stone by Stone: Reflections on the Psychology of C. G. Jung. Edited by Andreas Schweizer and Regine Schweizer-Vüllers. Einsiedeln: Daimon Verlag, 2016. S. 171–198. ISBN 978-3856307653. [Zapis dyskusji z Jungiem w Psychologische Gesellschaft Basel z dn. 25.01.1952 r.] |

## Pozostałe tłumaczenia pism C. G. Junga na język polski

### Antologie
- Archetypy i symbole. Pisma wybrane. Przeł. Jerzy Prokopiuk. Warszawa: Czytelnik, 1976. Wyd. 2: Warszawa: Czytelnik, 1981. ISBN 83-07-00228-1. Wyd. 3: Warszawa: Czytelnik, 1993. ISBN 83-07-02317-3. (Tom zawiera:
1. Ego. [GW IX/2.]
2. Cień. [GW IX/2.]
3. Syzygia: anima i animus. [GW IX/2.]
4. Osobowość maniczna. [GW VII.]
5. Jaźń. [GW IX/2.]
6. Odrodzenie. [GW IX/1.]
7. Próba psychologicznej interpretacji dogmatu o Trójcy św. (fragmenty). [GW XI.]
8. Nowoczesny mit. O rzeczach, które widuje się na niebie. (fragmenty). [GW X.]
9. Problem typowych postaw w estetyce. [GW VI.]
10. O ideach Schillera odnoszących się do problemów typów psychicznych. [GW VI.]
11. O stosunku psychologii analitycznej do dzieła poetyckiego. [GW XV.]
12. Psychologia i literatura. [GW XV.]
13. Fenomenologia ducha w baśniach. [GW IX/1.]
14. Ulisses. [GW XV.]
15. Picasso. [GW XV.])

- Mandala. Symbolika człowieka doskonałego. Przeł. Magnus Starski. Poznań: Brama-Książnica Włóczęgów i Uczonych, 1993. ISBN 83-900255-7-4. (Tom zawiera:
1. Mandale. [GW IX/1.]
2. Studium procesu indywiduacji. [GW IX/1.]
3. O symbolice mandali. [GW IX/1.])

- O istocie snów. Przełożył Robert Reszke. Warszawa: Wydawnictwo KR-Sen, 1993. ISBN 83-900683-3-8. (Tom zawiera:
1. O istocie snów. [GW VIII.]
2. Praktyczne zastosowanie analizy snów. [GW XVI.]
3. Ogólne uwagi na temat psychologii snu. [GW VIII.])

- O naturze kobiety. Przeł. Magnus Starski. Poznań: Brama-Książnica Włóczęgów i Uczonych, 1992. ISBN 83-900255-5-8. (Tom zawiera:
1. Psychologiczne aspekty archetypu matki. [GW IX/1.]
2. Psychologiczne aspekty Kory. [GW IX/1.]
3. Anima i animus. [GW VII.]
4. Kult kobiety i gloryfikacja duszy. [GW VI.]
5. Problem miłości wśród studentów. [GW X.]
6. Małżeństwo jako związek psychiczny. [GW XVII.]
7. Kobieta w Europie. [GW X.])

- Podróż na Wschód. Przeł. Wojciech Chełmiński, Jerzy Prokopiuk, Erdmute i Wacław Sobaszkowie. Warszawa: Pusty Obłok, 1989. ISBN 83-85041-09-5. Wyd. 2: Warszawa: Pusty Obłok, 1992. ISBN 83-85041-25-7. (Tom zawiera:
1. VII Sermones ad Mortuos. [Wspomnienia, sny, myśli.]
2. Komentarz do „Sekretu złotego kwiatu”. [GW XIII.]
3. Komentarz psychologiczny do „Bar-do Thos-grol”. [GW XI.]
4. Joga i Zachód. [GW XI.]
5. Śniący świat Indii. [GW X.]
6. Czego mogą nas nauczyć Indie. [GW X.]
7. Komentarz psychologiczny do „Tybetańskiej Księgi Wielkiego Wyzwolenia”. [GW XIII.]
8. O psychologii wschodniej medytacji. [GW XI.]
9. O indyjskim świętym. [GW XI.]
10. Przedmowa do „Yijing”. [GW XI.]
11. Do „Mów Gautamy Buddy”. [GW XI.])

- Psychologia a religia. (Wybór pism). Przeł. Jerzy Prokopiuk. Warszawa: Książka i Wiedza, 1970. (Tom zawiera:
1. Freud a Jung. [GW IV.]
2. Problem psychiki współczesnego człowieka. [GW X.]
3. Psychologia a religia. [GW XI.]
4. Wprowadzenie do psychologiczno-religijnej problematyki alchemii. [GW XII.]
5. Odpowiedź Hiobowi. [GW XI.])

- Rebis, czyli kamień filozofów. Przeł. Jerzy Prokopiuk. Warszawa: Polskie Wydawnictwo Naukowe, 1989. ISBN 83-01-08296-8. (Tom zawiera:
1. Typy psychologiczne. Wprowadzenie. [GW VI.]
2. Problem typu w dziejach ducha starożytności i średniowiecza. [GW VI.]
3. Pierwiastek apolliński i pierwiastek dionizyjski. [GW VI.]
4. Problem typu w sztuce poetyckiej. [GW VI.]
5. Psychologia analityczna a światopogląd. [GW VIII.]
6. Duch i życie. [GW VIII.]
7. O rozwoju osobowości. [GW XVII.]
8. Dusza i śmierć. [GW VIII.]
9. Duch Merkuriusz. [GW XIII.]
10. Paracelsus. [GW XV.]
11. Gnostyckie symbole jaźni. [GW IX/2.]
12. Struktura i dynamika jaźni. [GW IX/2.]
13. Soteriologiczne wyobrażenia w alchemii. [GW XII.]
14. Synchroniczność (obszerne fragmenty). [GW VIII.])

- Zasadnicze problemy psychoterapii. Przeł. Robert Reszke. Warszawa: Wydawnictwo KR, 1994. ISBN 83-900683-7-0. (Tom zawiera:
1. Zasadnicze problemy psychoterapii. [GW XVI.]
2. Podstawy psychoterapii praktycznej. [GW XVI.]
3. Cele psychoterapii. [GW XVI.]
4. Psychoterapia a światopogląd. [GW XVI.]
5. Psychoterapia w teraźniejszości. [GW XVI.]
6. Terapeutyczna wartość odreagowania. [GW XVI.])

### Inne
- Jung, Carl Gustav i inni: Człowiek i jego symbole. Przeł. Robert Palusiński. Katowice: Wyd. KOS, 2018. ISBN 978-83-7649-148-6.
[Znajdujący się w tym zbiorze esej Junga pt. Bliżej nieświadomości jest zmienioną wersją tekstu, którego pierwotna forma została opublikowana w GW XVIII/1, § 416 i nast. (pt. Symbole i objaśnianie marzeń sennych.)]

- Nowoczesny mit. O rzeczach widywanych na niebie. [GW X.] Przeł. Jerzy Prokopiuk. Kraków: Wydawnictwo Literackie, 1982. ISBN 83-08-00826-7.

- O psychologii i patologii tzw. zjawisk tajemnych. [GW I.] Przeł. Elżbieta Sadowska. Warszawa: Wydawnictwo Sen, 1991. ISBN 83-900176-1-X.

- Odpowiedź Hiobowi. [GW XI.] Przeł. Jerzy Prokopiuk. Warszawa: Wydawnictwo Ethos, 1995. ISBN 83-85268-12-X.

- Podstawy psychologii analitycznej. Wykłady tavistockie. [GW XVIII/1.] Przeł. Robert Reszke. Warszawa: Wydawnictwo Wrota, 1995. ISBN 978-83-90017-51-8. (Wyd. 2: Warszawa: Wydawnictwo Wrota, 1997. ISBN 83-900175-1-2).

- Psychologia a religia. [GW XI.] Przeł. Jerzy Prokopiuk. Oprac. Robert Reszke. Warszawa: Wydawnictwo KR – Wrota, 1995. ISBN 83-902653-0-3. (Wyd. 2: Warszawa: Wydawnictwo Wrota, 1997. ISBN 83-900175-0-4).

- Psychologia przeniesienia. [GW XVI.] Przeł. Robert Reszke. Warszawa: Wydawnictwo Sen, 1993. ISBN 83-900176-5-2. (Wyd. 2: Warszawa: Wydawnictwo Wrota, 1997. ISBN 83-900175-4-7).

- Radin, Paul: Trickster. Studium mitologii Indian północnoamerykańskich. Z komentarzami Karla Kerényiego i Carla Gustava Junga. Przeł. Anna Topczewska. Warszawa: Wydawnictwa Uniwersytetu Warszawskiego, 2010. ISBN 978-83-235-0685-0. [Część autorstwa Junga: GW IX/1.]

- Symbol przemiany w mszy. [GW XI.] Przeł. Robert Reszke. Warszawa: Wydawnictwo Sen, 1992. ISBN 83-900176-2-8. (Wyd. 2: Warszawa: Wydawnictwo Wrota, 1998. ISBN 83-909527-0-X).

- Wilhelm, Richard: Sekret Złotego Kwiatu. Chińska Księga Życia. Z komentarzem Carla G. Junga. Przeł. (z ang.) Adam Sobota. Wrocław: Wydawnictwo Thesaurus Press, 1994. ISBN 83-85812-01-6. (Wyd. 2: Oława: Wydawnictwo Akacja, 1995. ISBN 83-903544-0-3. Wyd. 3 pt. Taoistyczny Sekret Złotego Kwiatu oraz Księga Świadomości i Życia. Z komentarzami C.G. Junga i R. Wilhelma. Wrocław: Wydawnictwo Wrocławskie, 1998. ISBN 83-87662-01-1).
[Część autorstwa Junga: GW XIII (Komentarz do „Sekretu złotego kwiatu”) i GW XV (Pamięci Richarda Wilhelma).]